# Mårtagården
Mårtagården är en kaptensgård[N1] i Onsala i norra Halland, Sverige, som sedan år 2003 ingår i ett kulturreservat med samma namn. Reservatet är 30,7 hektar stort och inkluderar, utöver Mårtagården, även granngården Apelhögen, samt Mårtaberget, Mårtaskogen och kringliggande ängar. Ängarna var förr odlingsmark, men är idag betesmark för nötkreatur. Mårtagården är, utöver kulturreservat, även byggnadsminne sedan 1982.
Apelhögen byggdes 1770[N2] och den nuvarande Mårtagården år 1780, men där fanns byggnader redan tidigare. Gården omnämns första gången i en skrift från 1653. Den nuvarande Mårtagården har haft sex ägare genom åren och beboddes fram till 1961, när den sista ägaren, Knut Larsson, dog. Sedan år 1963 ägs både Mårtagården och Apelhögen av Knut och Tora Larssons stiftelse Mårtagården i samarbete med Kungsbacka kommun.

## Etymologi
Det äldsta omnämnandet av Mårtagården som hittats är i en skrift från år 1653. Ägaren till gården hette Mårthen i Iserådhs, därav namnet Mårtagården. I jordeboken omnämndes den senare som Mårten Persgård.

## Historia

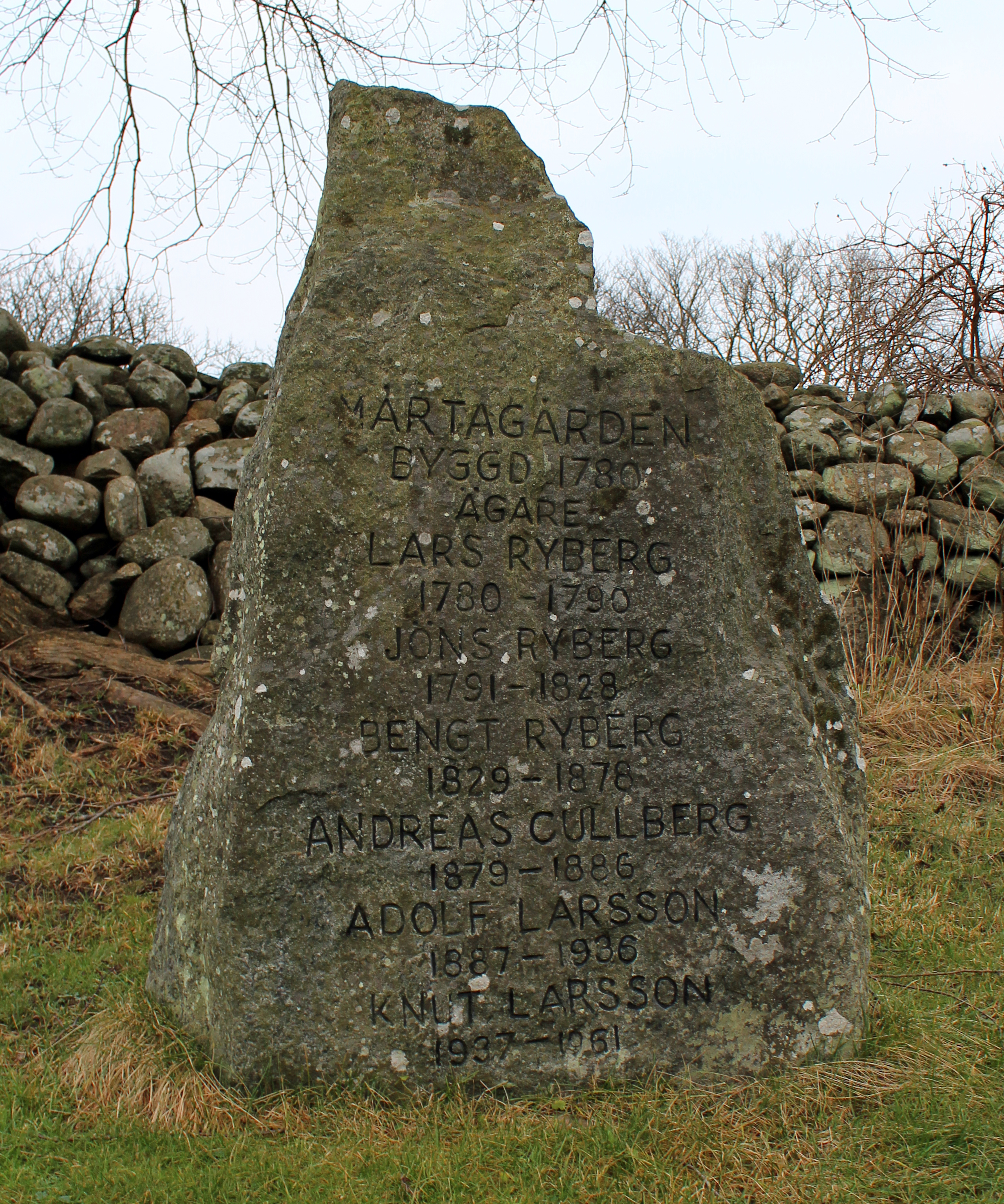
Knut Larsson lät resa en minnessten i Mårtagårdens trädgård, med samtliga ägares namn sedan 1780 inristade.

Lars Jönsson Ryberg var en skeppare från Kungsbacka, som bodde på Mårtagården under 1700-talet. Han började byggandet av den nuvarande gården, efter att i november 1777 ha seglat med sin galeas Anna Caisa, lastad med 780 tunnor sill, från Göteborg till den portugisiska ön Madeira. Sillaffären blev lyckad och gav Jönsson Ryberg en stor vinst. Han kunde sedan återvända hem till Onsala och uppföra, tillsammans med sin fru Anna Britta Hansdotter, en ny gård där den gamla Mårtagården stod.
Lars var ägare av gården i tio år, innan hans son Jöns tog över. Jöns var kapten och seglade år 1797 med briggen Medborgaren från Göteborg, med målet ställt på Genua i Italien. Han kom dock aldrig fram, eftersom Medborgaren och ytterligare fem svenska skepp blev kapade och förda till Tripoli. Besättningen togs till fånga och hölls kvar, i det som numera är landet Libyen, i ett år. Hela deras last, bestående av tjära, beck, brädor och kött, beslagtogs.
År 1829 övertog Bengt Ryberg gården från sin far. Även han var skeppare och genomförde flera resor. Bengt lät göra stora förändringar på gården år 1833 och byggde bland annat en norra och en södra länga. Det blev även en del förändringar på de tidigare husen. År 1845 lät han brandförsäkra gården, vilket innebar att detaljerade beskrivningar av Mårtagården gjordes. Beskrivningarna visar hur gården såg ut när den byggdes och även de tillbyggnader som Bengt gjorde 1833.
Bengt Rybergs dotter, Maria, gifte sig med skepparen Andreas Cullberg och han blev således ny ägare av Mårtagården år 1879. Tack vare näringsfriheten, som kom 1864, kunde Cullberg försörja sig på sjöfart i hemlandet. År 1879 rev han den norra byggnaden, som restes av Bengt Ryberg år 1833, men som ersättning byggde han en fristående lada bakom den västra längan. Cullberg var dock tvungen att sälja gården år 1886, eftersom sjöfarten började förlora i makt och onsalarederiernas flotta upplöstes 1887.
Onsalahalvön, som tidigare alltid varit förknippad med sjöfart, drabbades svårt när sjöfarten började försvinna i slutet av 1800-talet. Många Onsalabor emigrerade och befolkningen halverades mycket snabbt. Så gjorde dock inte Adolf Larsson och hans hustru Davida från Hanhals socken, vilka istället valde att satsa på jordbruk. De köpte därför Mårtagården från Andreas Cullberg och gården lämnade därmed släkten Ryberg, efter drygt hundra år. Adolf Larsson dog 1925, men Davida stod kvar som ägare till år 1936, då deras son, Knut, tog över gården.
Knut Larsson hade drivit gården med sin bror Thorsten och med hjälp av statare sedan deras fars död år 1925. De ägde även Apelhögen gemensamt sedan 1921. Modern Davida gick bort 1936 och Knut löste ut sina bröder, vilket innebar han nu ägde gården ensam. Knut och hans fru Tora blev de sista ägarna av gården och precis innan Knuts bortgång år 1961, lät han resa en minnessten i trädgården, med alla ägares namn sedan 1780 inristade. I sitt testamente ville han att Mårtagården skulle överlåtas till en stiftelse efter hans död; Knut och Tora Larssons stiftelse Mårtagården, som sedan 1963 tar hand om gården. Tora blev 90 år och bodde på Mårtagården under somrarna fram till 1983.

## Gården
Mårtagården består idag av fyra större byggnader, varav tre röda uthuslängor. Manhuset och ladugården på andra sidan gårdsplanen byggdes av Lars Jönsson Ryberg och Anna Britta Hansdotter år 1780; hur gården såg ut innan dess är okänt. Dessa byggnader kompletterades av två andra uthuslängor år 1833 av Lars och Anna Brittas barnbarn, Bengt Ryberg. Gården var nu helt tillsluten, då husen bildade en ram runt den stenlagda gårdsplanen. Den norra byggnaden revs av Andreas Cullberg 1879 och en ny lada uppfördes bakom den gamla ladugården. Så har gården sett ut sedan dess.

### Mangårdsbyggnaden
Mangårdsbyggnaden, även kallad manhuset, är en av de två äldsta byggnaderna på gården. Den byggdes som timmerhus år 1780 och inga större ombyggnationer har gjorts sedan dess. Huset är uppfört i ett och ett halvt plan och var tidigare rött. När gården rustades upp av Bengt Ryberg 1833, kläddes huset med en stående locklistpanel, som täcktes med en ljus oljefärg. I samband med ombyggnationen, byggdes en förstuga vid köksingången, ett skafferi och en handkammare på den östra sidan av huset.
Bakom mangårdsbyggnaden ligger en matkällare. Där förvarades gårdens mat, men den användes även som förråd för drycker, vilka Knut Larsson sålde i en kiosk i närheten.

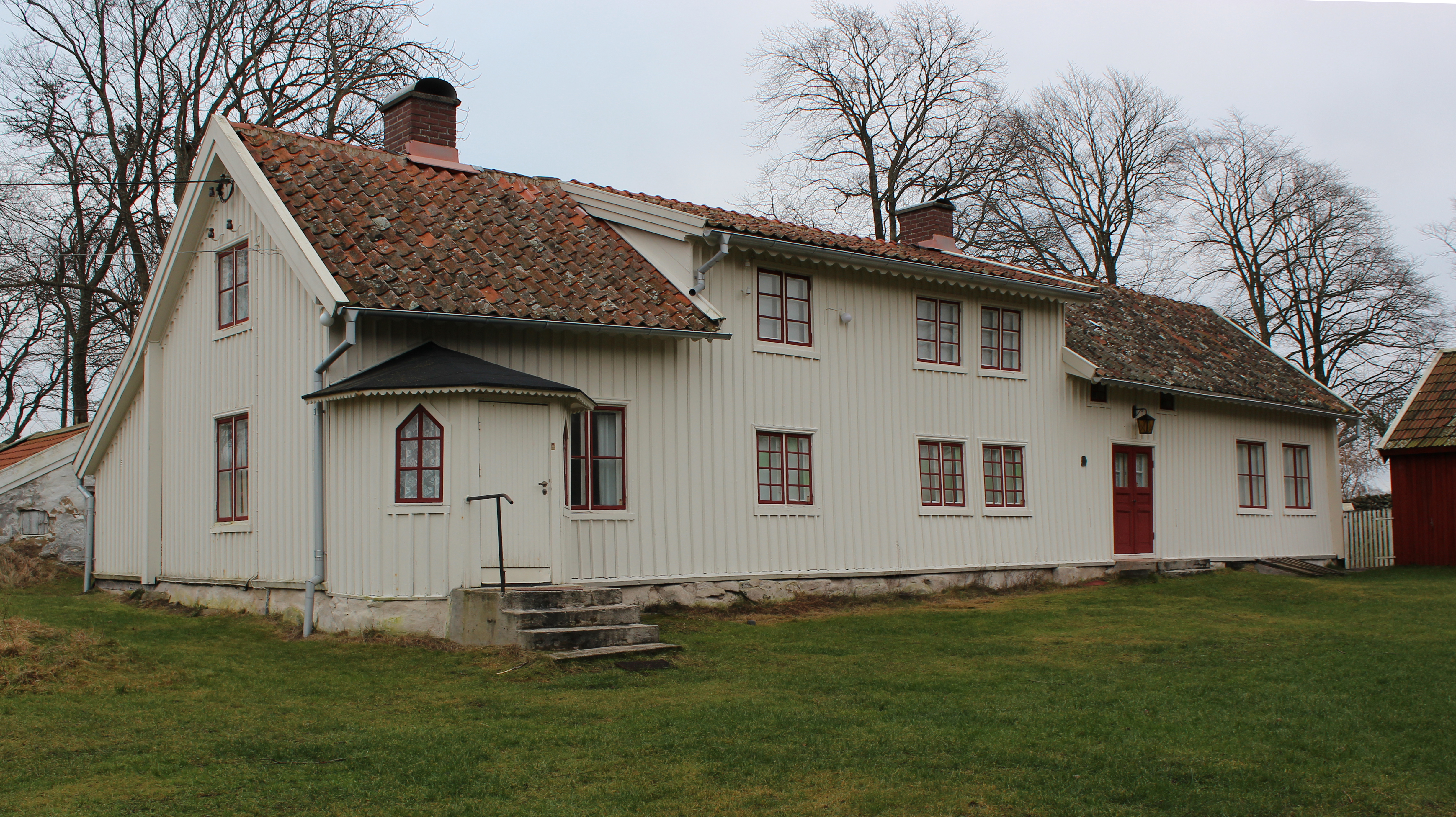
Mangårdsbyggnaden
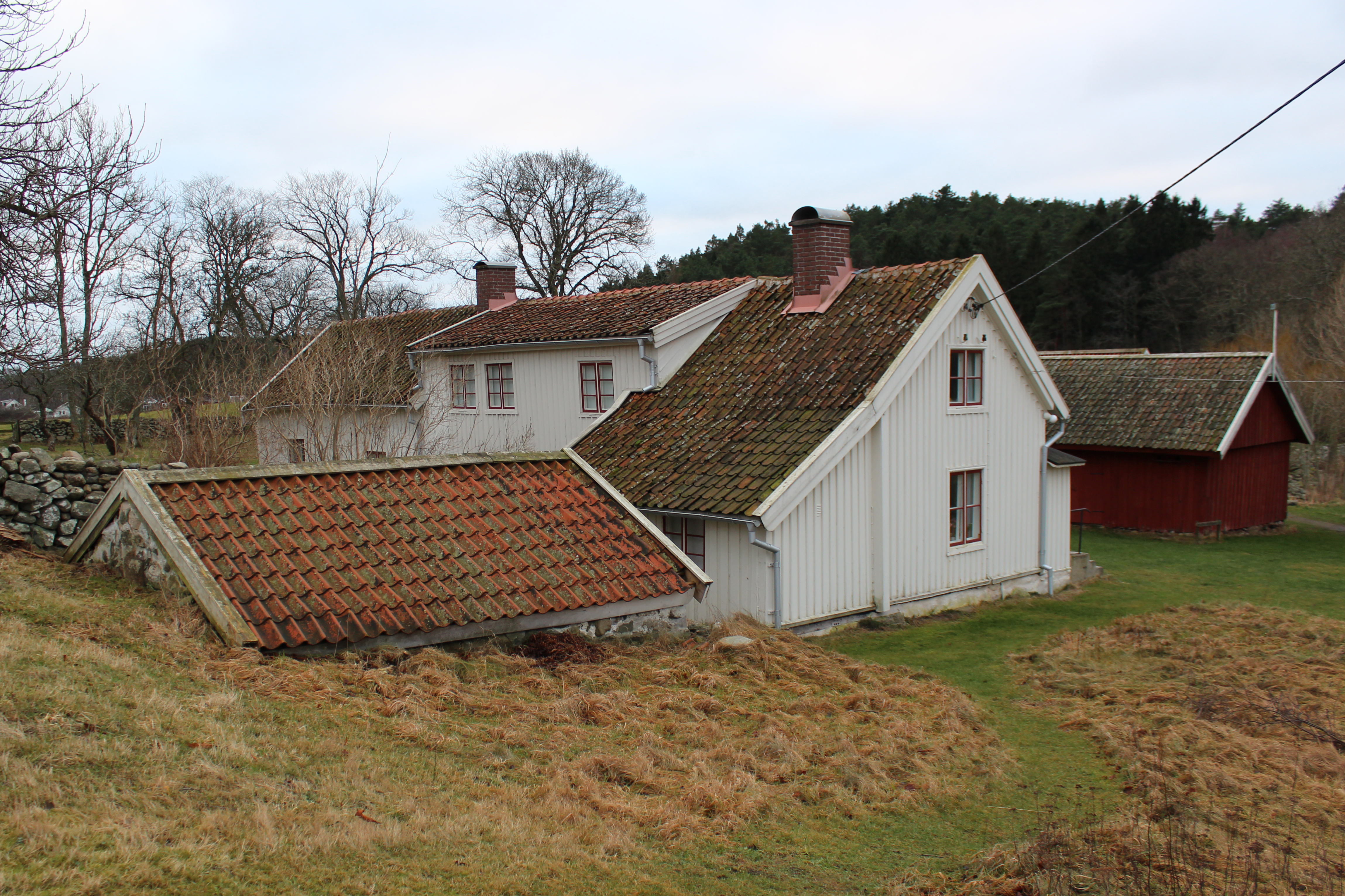
Mangårdsbyggnaden
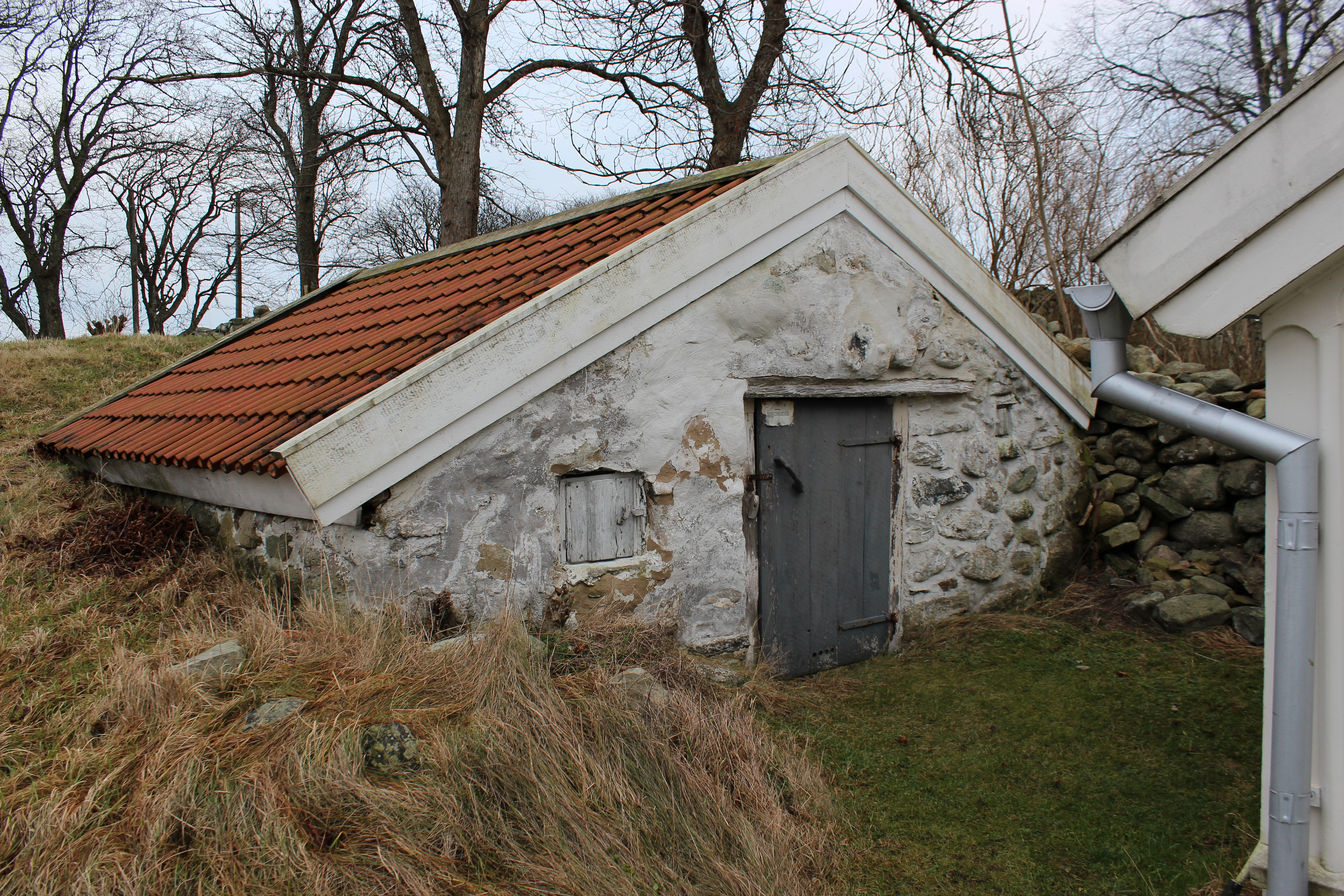
Matkällaren.

### Ekonomibyggnaderna

#### Den västra byggnaden
Den västra ladugården byggdes samtidigt som manhuset och ligger mittemot detta. Byggnaden är uppförd på två olika sätt; på vissa ställen via timring, men på andra med korsvirkesteknik. Här finns stall med tre spiltor och fähus med fyra bås; sädes– och foderlada samt loge. När gården rustades upp av Andreas Cullberg år 1879/1880, lades ett enkupigt lertegeltak ovanpå det tidigare halmtaket, som fortfarande finns kvar under. På baksidan av byggnaden finns tjänstefolkets hemlighus, då dessa inte fick använda samma som herrskapet.

#### Den södra byggnaden
Samtidigt som den norra längan byggdes, uppfördes även en södra länga med resvirkesteknik. Till skillnad från den norra, revs denna aldrig, utan står fortfarande kvar. Från början innehöll den vedbod, torvhus, redskapsbod, mangelbod och fårbod, men den sistnämnda gjordes senare om till drängstuga och bostad för gäster under sommaren. I byggnaden finns en kakelugn och det har även funnits hönshus och vagnbod. Under några av Knut Larssons sista år, inredde han och hustrun Tora en så kallad "lillstuga" i längan. I utrymmet mellan den södra och västra byggnaden finns herrskapets hemlighus, med plats för två personer.

#### Den norra byggnaden
Den norra byggnaden byggdes samtidigt som den södra, av Bengt Rydberg år 1833. För att folket skulle komma in och ut från gården, hade denna byggnad en port med genomfart i sig. I övriga byggnaden fanns stall, drängstuga, foderlada, brygghus och bagarstuga. Huset blev dock inte långvarigt, utan revs av Andreas Cullberg år 1879.

#### Den fristående ladan
När den norra byggnaden revs år 1879, byggdes en annan lada som ersättning till den. Ladan placerades bakom den västra byggnaden, närmast Mårtaberget, och har ingen förbindelse med de övriga husen. Ladan var från början vinkelbyggd och blev förvaring för jordbruksredskapen och fick spannmåls-, redskaps- och mangelbod. Även loge fanns. Numera är den vinklade delen borta och endast ladan återstår.

#### Bilder på ekonomibyggnaderna
Exteriörbilder

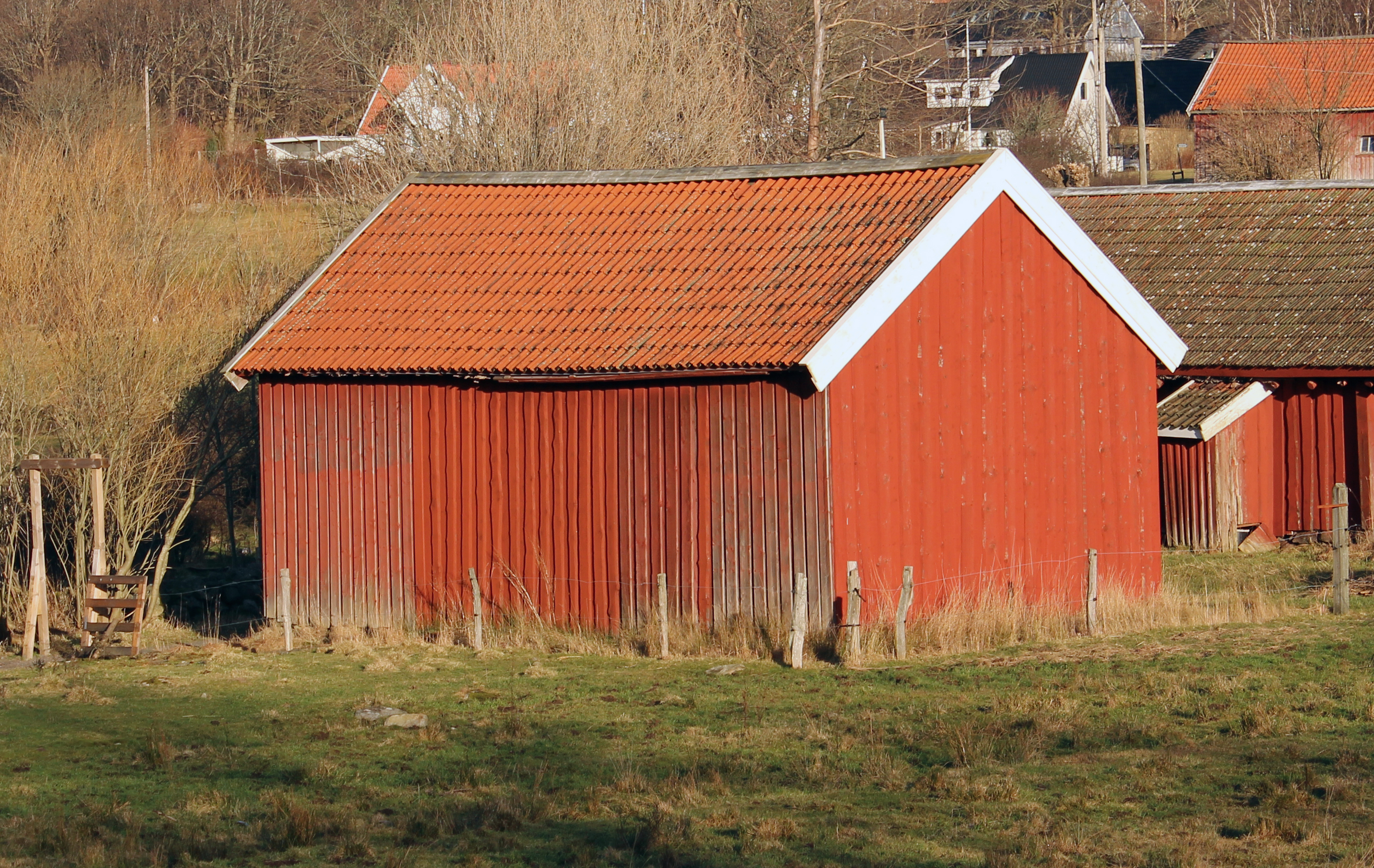
Den fristående ladan.
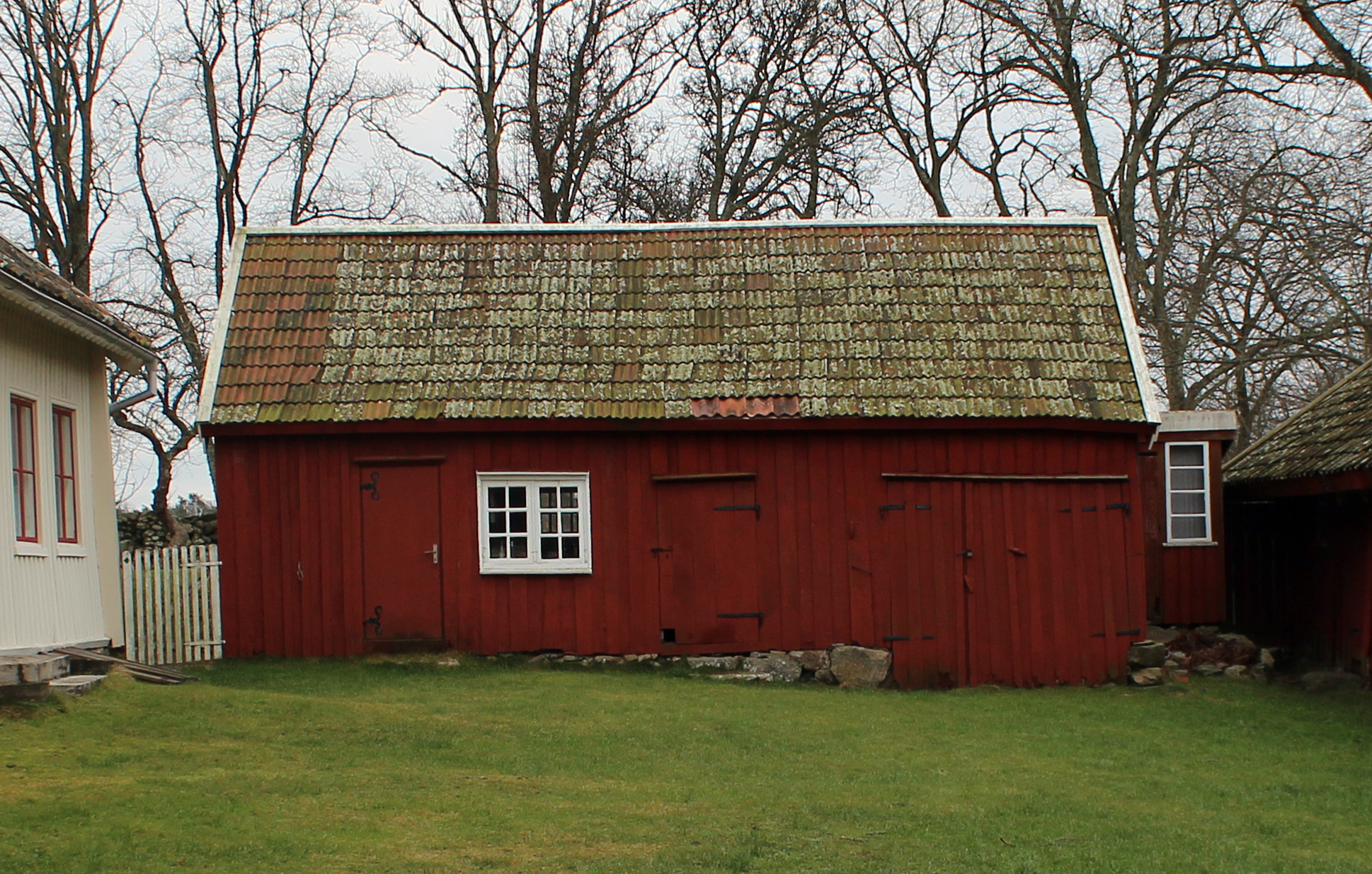
Den södra byggnaden.
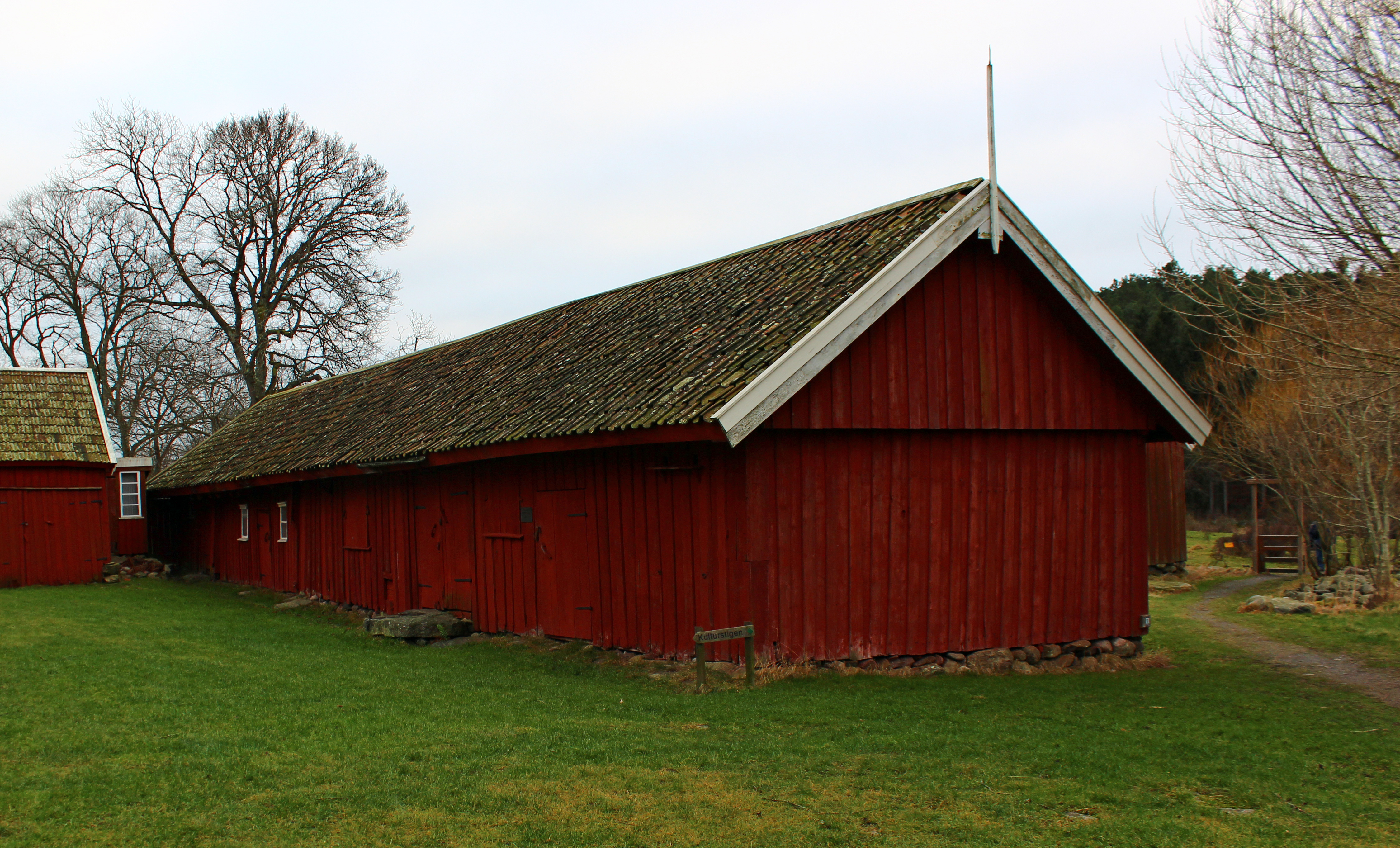
Den västra byggnaden.
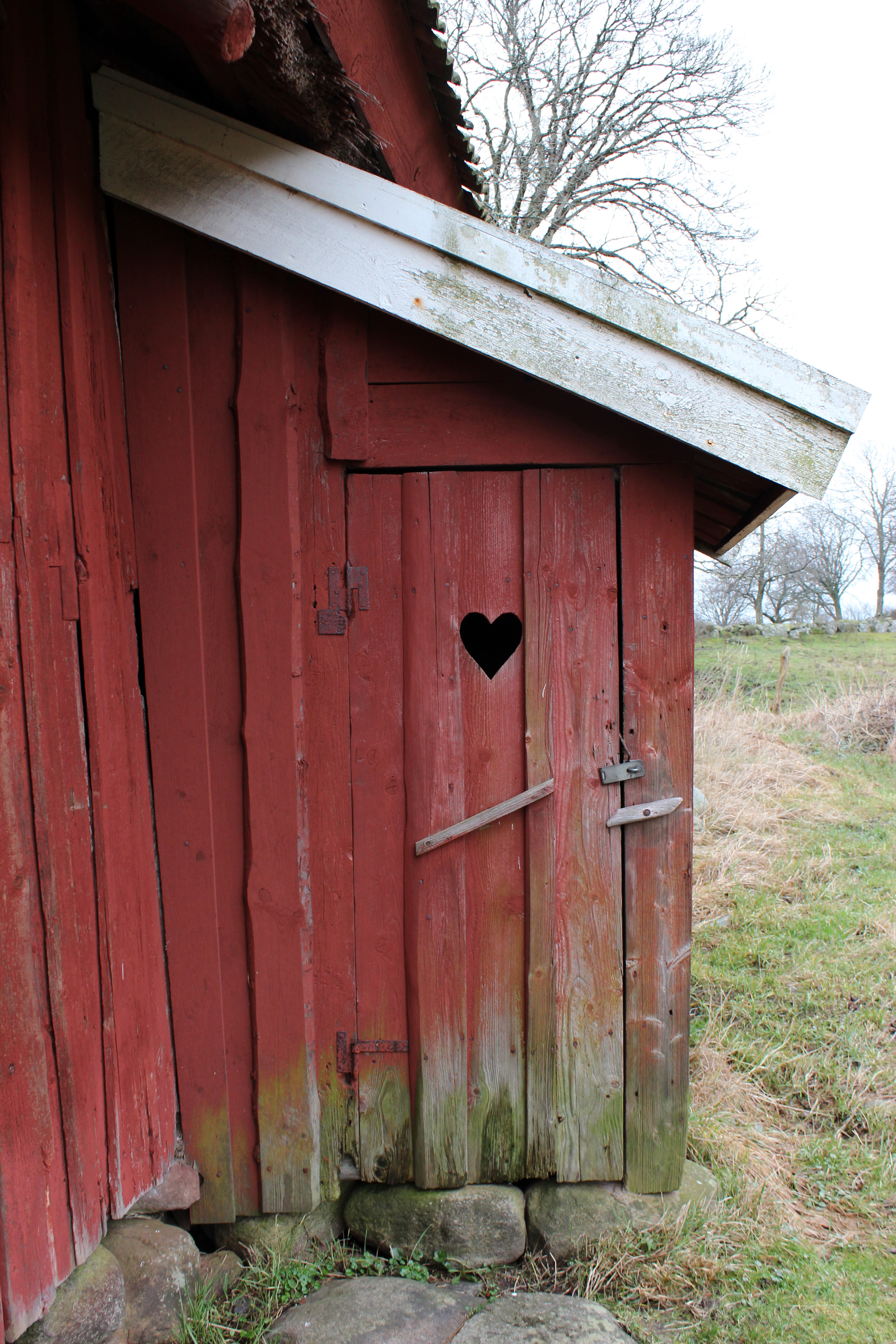
Tjänstefolkets dass.

Interiörbilder

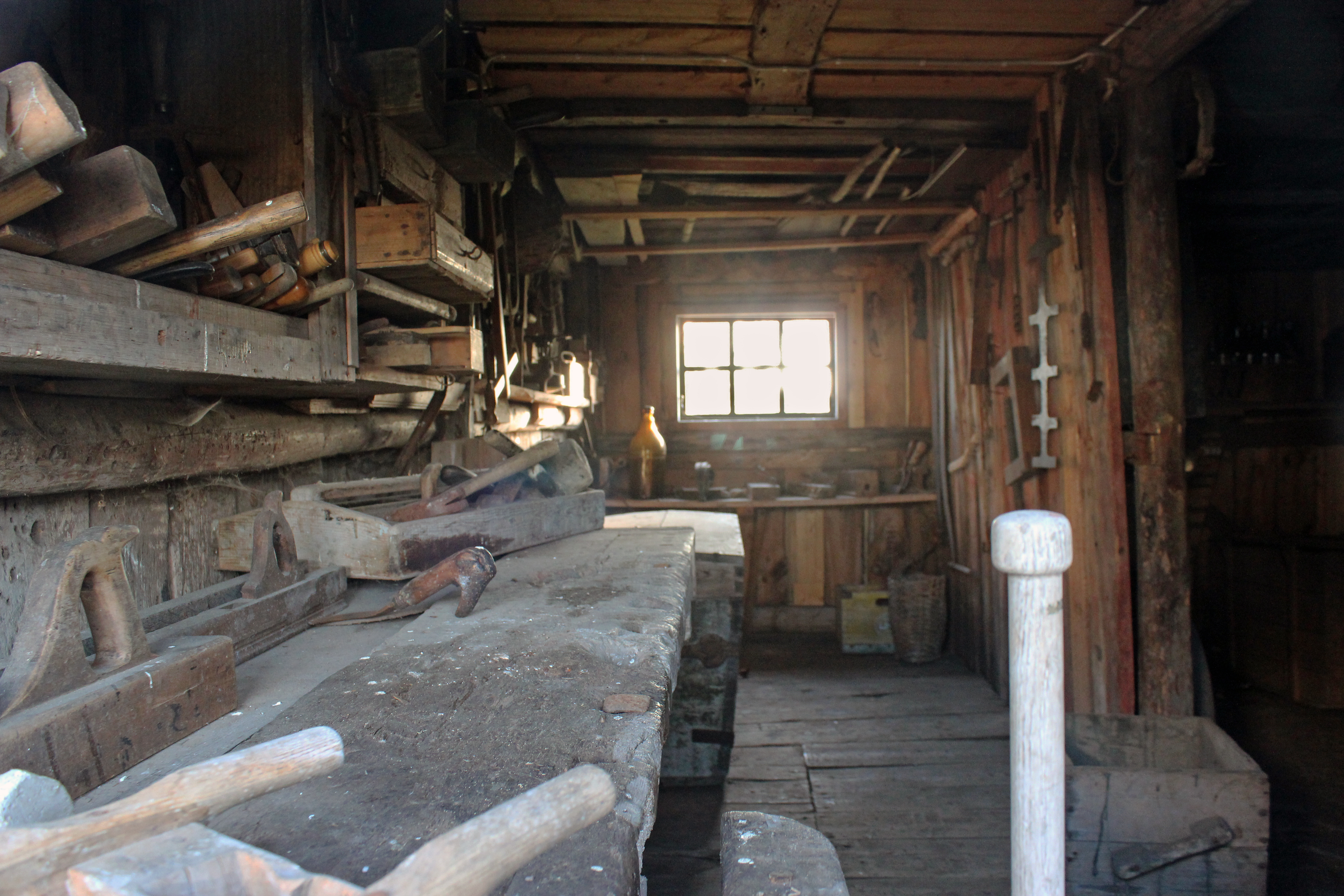
Snickarboden i den södra byggnaden.
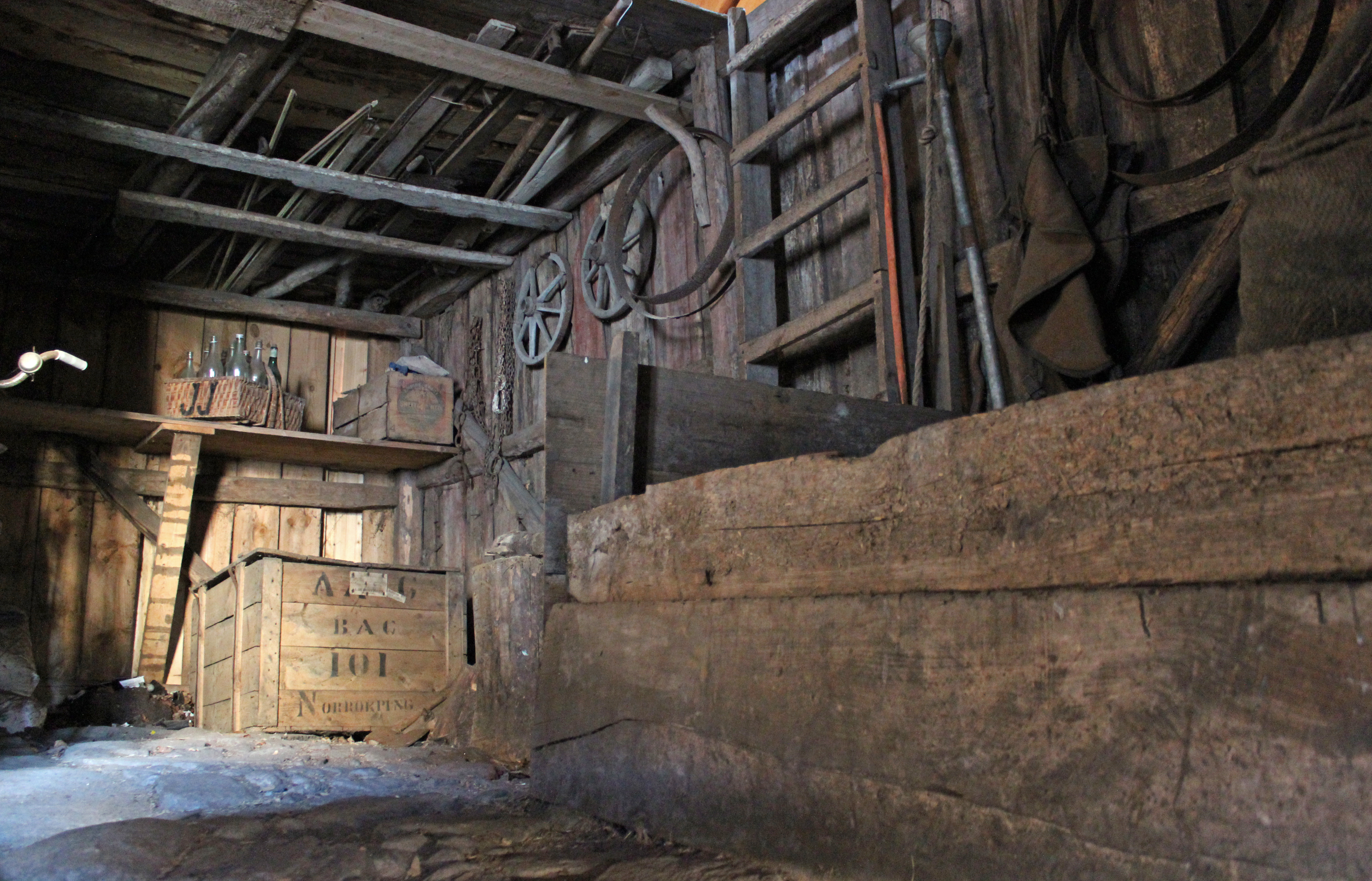
Insidan av den södra byggnaden.
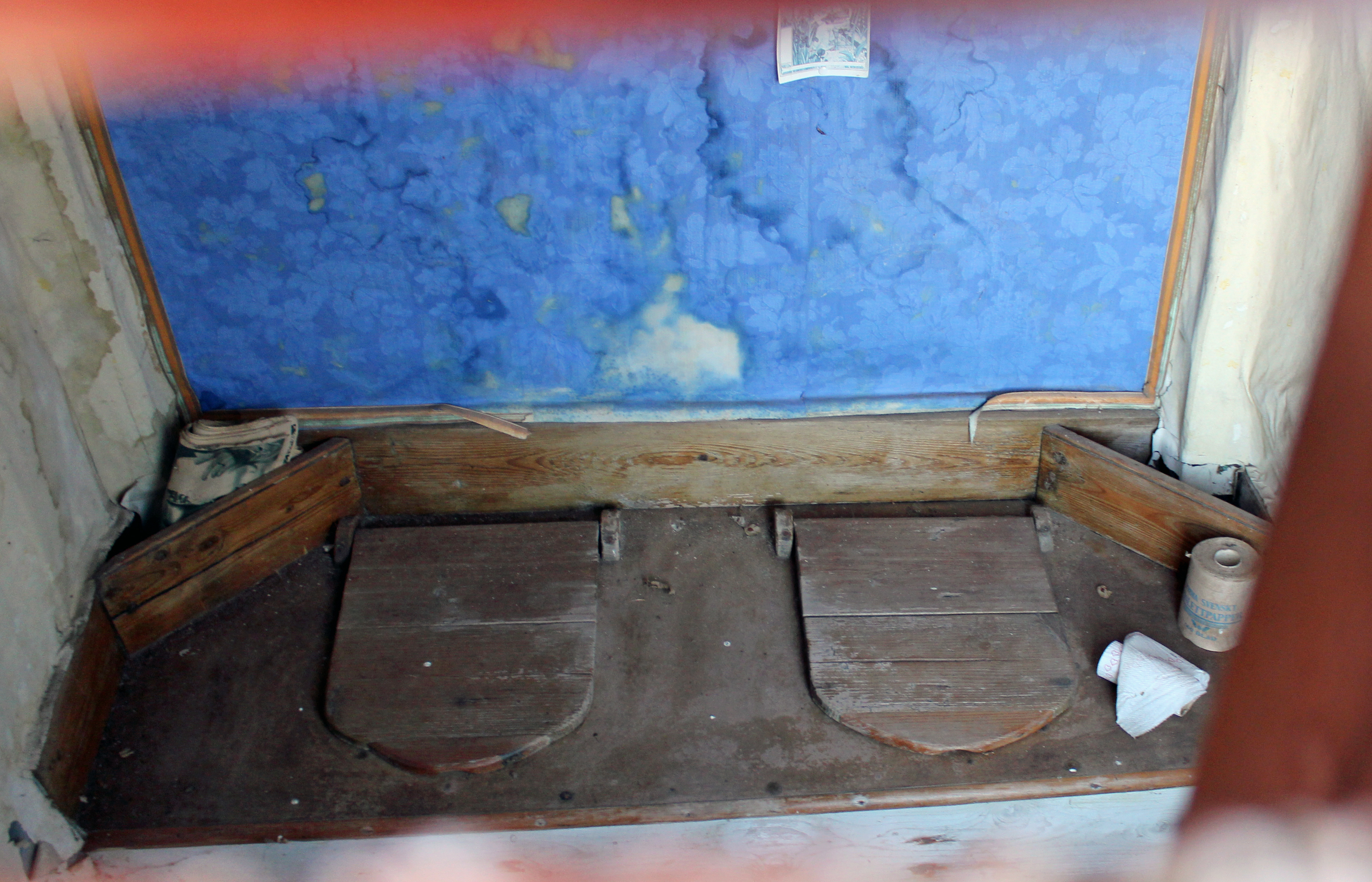
Herrskapets dass i södra byggnaden.
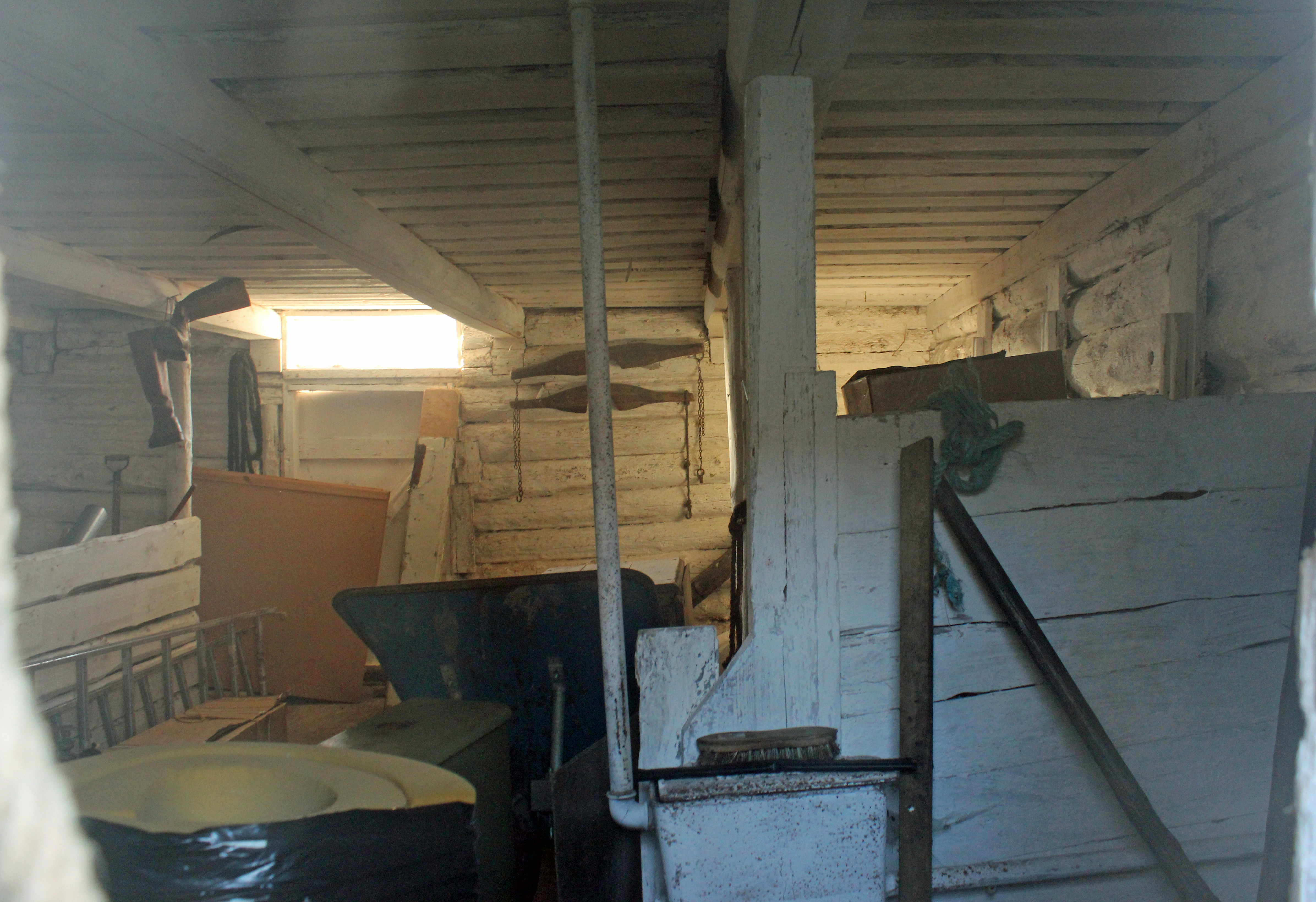
Insidan av den västra byggnaden.

### Trädgården

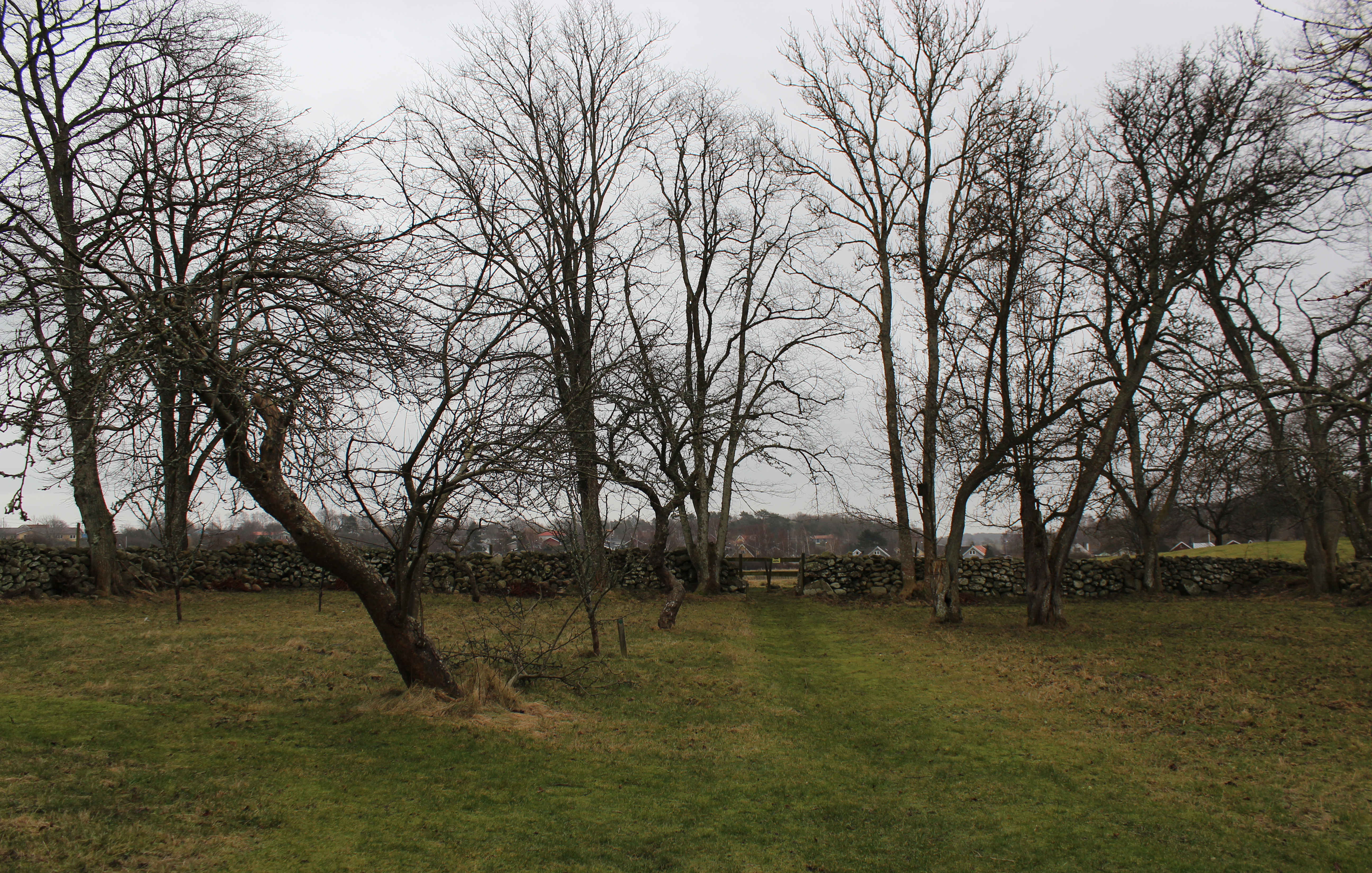
Trädgården i januari 2012.

Bakom manhuset och den södra byggnaden, ligger trädgården. Den nås från gårdsplanen genom en smal grind mellan torvförrådet och manhuset. Trädgården är relativt liten och omges av en hög stengärdesgård, som funnits där sedan 1700-talet. På den tiden var det en kålgård, men det som idag kan ses är den trädgård som anlades av Andreas Cullberg och hans fru Maria på 1880-talet. Utmed stengärdesgården växer höga almar och askar, vilket gör att trädgården blir väl tillsluten och träden tar upp en hel del solljus. Inne i själva trädgården finns flera gamla sorter av både äpple- och päronträd, av vilka flertalet är planterade redan på 1880-talet. Marken täcks vårtid av många blommor; bland annat gullviva, påsklilja, vildtulpan och narciss. Tidigare har där även funnits ett trädgårdsland med odling av diverse växter för matlagning och under en kort tid även ett hönshus. Detta finns dock inte kvar och idag har det ersatts av äppelmynta och libbsticka. När gården var befolkad slogs gräset i den södra delen av trädgården med lie, för att sedan släppa in djuren på bete.
På en av trädgårdens högsta punkter står en minnessten med namnen på samtliga ägare av Mårtagården inristade. Stenen lät resas av gårdens sista ägare, Knut Larsson, sommaren 1961. Det var bara någon månad före hans bortgång och stenen avtäcktes inte förrän vid hans begravning den 19 oktober. I närheten av stenen, bakom manhuset, växer ett tjugo meter högt kastanjeträd, som ingick i det som kallades för Eva Catharinas trädgårdslott. Eva Catharina var Maria Cullbergs faster, som bodde på gården under ett antal år. Där lät hon anlägga en trädgårdslott, vilken idag består av kastanjen samt lila och vit bondsyren. Under årens lopp har platsen ofta använts av gårdens invånare och gäster som sittplats och även idag används den vid olika evenemang på gården.
På andra sidan trädgården ligger en stor äng, där nötkreatur går och betar från vår till höst. Grinden från trädgården till ängen snickrades av Knut Larsson och kallas soluppgångsgrinden, då den föreställer en soluppgång. Detta i motsats till solnedgångsgrinden, som är placerad på andra sidan av gården. Utanför soluppgångsgrinden går en stig ned till Timanshöjden och åt andra hållet ligger Kvarnlyckan.

## Kvarnlyckan

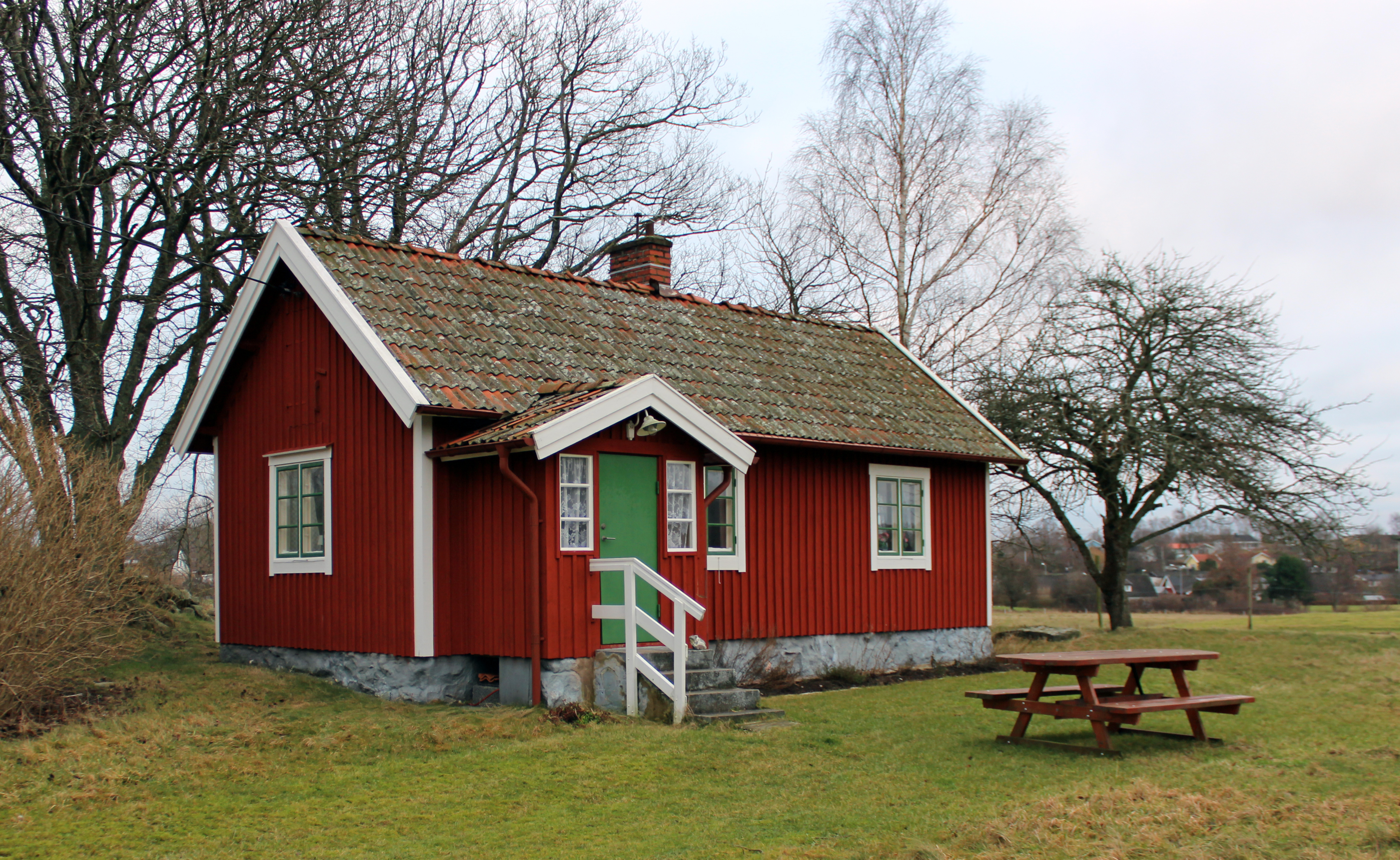
Kvarnlyckan, eller Thorstens stuga, i januari 2012.

Bakom Mårtagården ligger en höjd som kallas Kvarnlyckan eller Kvarnbacken. En gång i tiden stod där antagligen två väderkvarnar,[N3] men det enda som finns kvar av dessa är delar av kvarnstenarna. Den ena kvarnen var troligtvis byggd år 1729, då en av kvarnstenarna har det årtalet inristat. Den är även märkt med initialerna HAB, men vad detta står för är okänt. Idag ligger där en liten stuga, ibland kallad Thorstens stuga. Den byggdes som statarbostad av Knut Larsson i början av 1930-talet och har hyrts ut till sommargäster under många år. Anledningen till namnet är att Knuts yngre bror, Thorsten, bodde där ett tag.

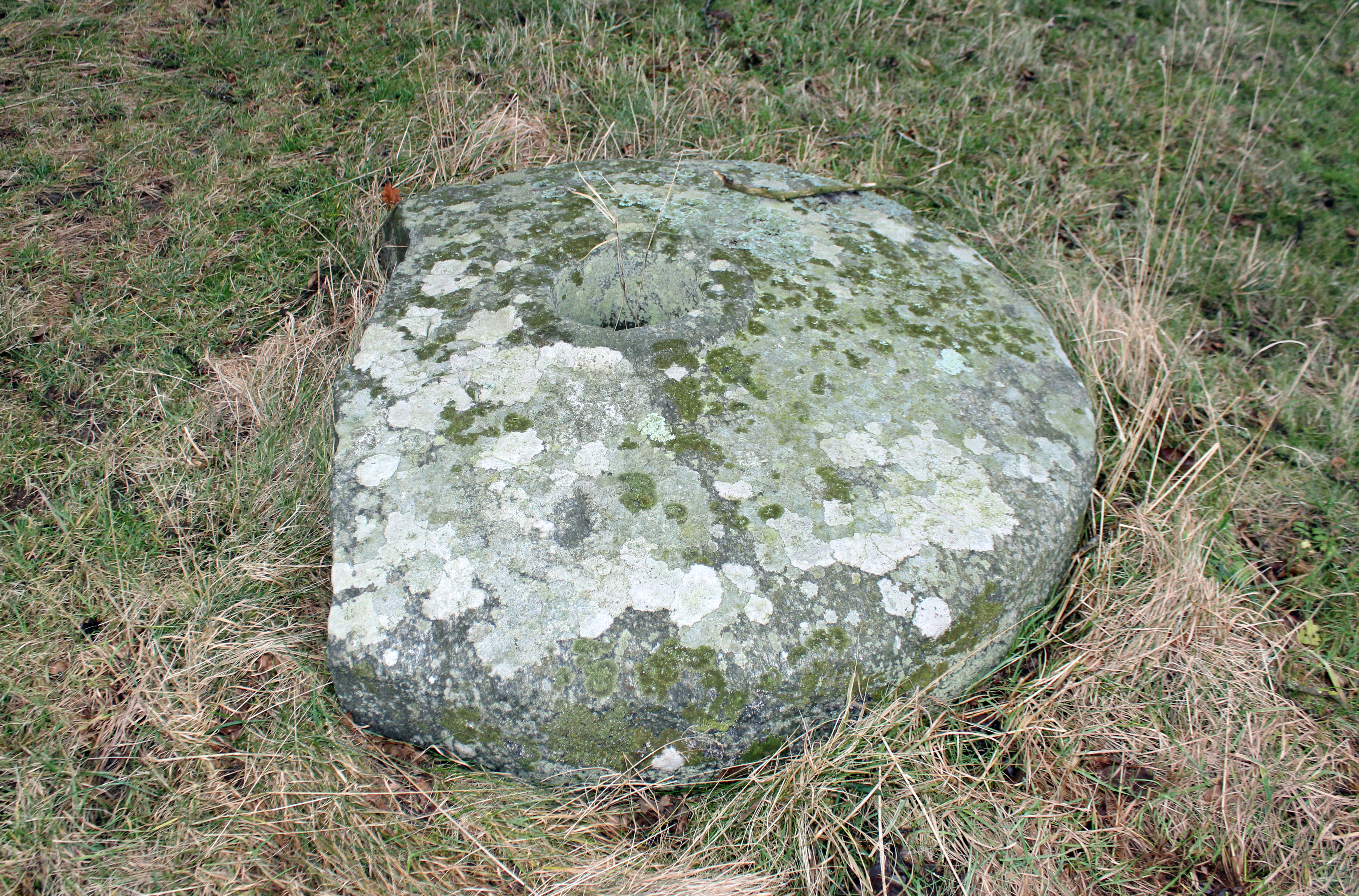
En av kvarnstenarna.

## Timanshöjden och Timan Olsgård

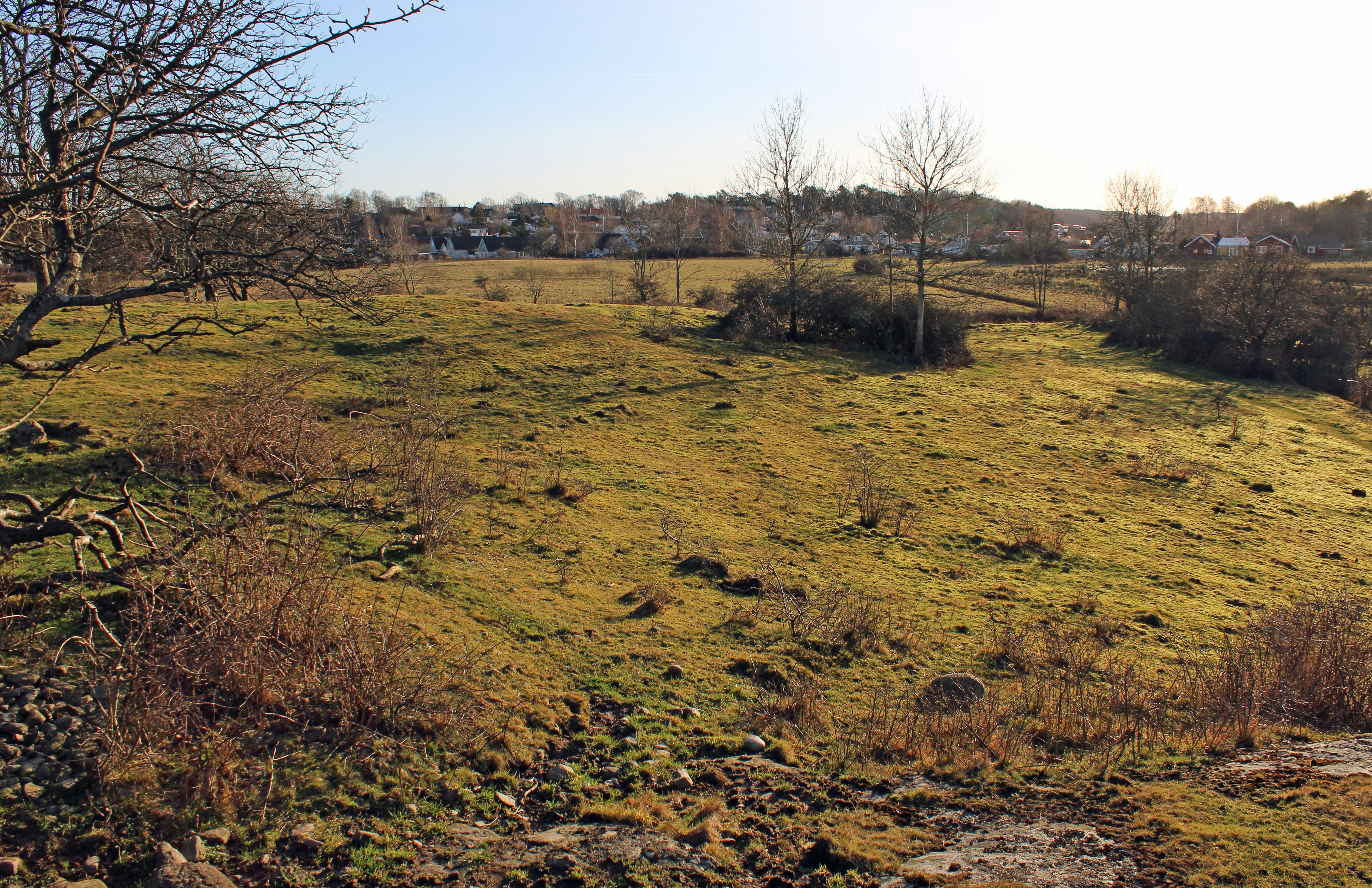
Timanshöjden i januari 2012.

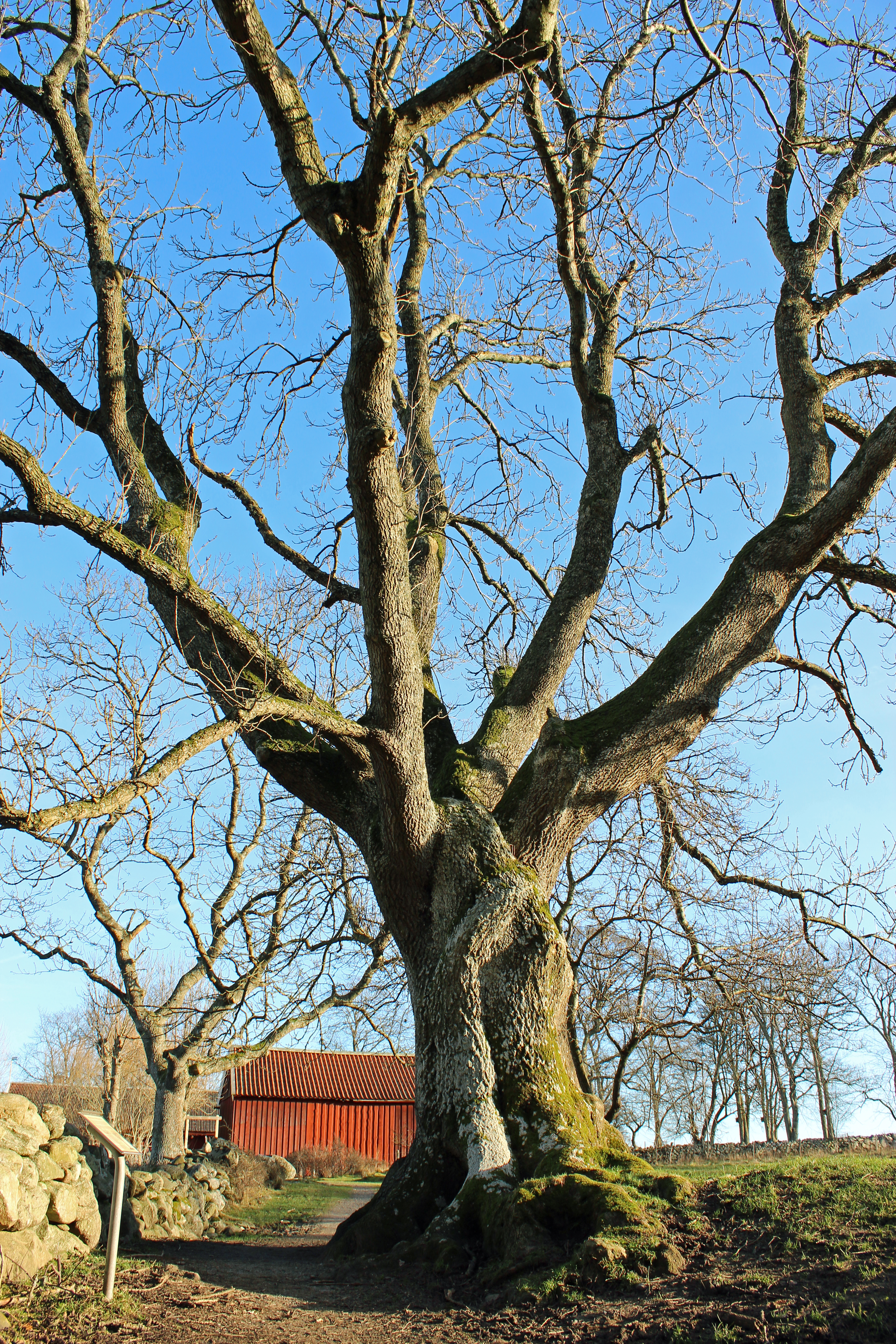
Asken, i vilken Mårtens trädgrotta ligger.

Om man utgår från Mårtagårdens gårdsplan, ligger en stor äng på andra sidan trädgården. På denna går en smal stig nedför kullen, på vilken Kvarnlyckan ligger. Stigen leder fram till en annan kulle, som kallas Timanshöjden. Timanshöjden har fått sitt namn från Timan Olsgård, som låg där på 1600- och 1700-talet. Den är en så kallad hårdvallsäng, vilket innebär att den är ogödslad, torr och backig. Under 1700-talet var platsen en vanlig äng, men kom senare att odlas upp. Där planterades askar som hamlades[N3], för att träden skulle få så mycket löv som möjligt. Detta var mycket viktigt, då löven var bra djurfoder åt framför allt fåren. När Mårtagården var bebodd slogs ängen med lie, vilket samlades upp och blev mat för vintern åt djuren.
Timanshöjden har en rik flora. Där blommar många olika arter, vilka listas här nedan, och utöver dessa finns även krypbjörnbär utmed stengärdesgårdarna.
| - Backglim - Backnejlika - Backtrav - Bockrot - Fodervicker - Getväppling - Gulmåra - Gulvial - Harklöver | - Jordklöver - Kamäxing - Knavel - Kråkvicker - Käringtand - Luddlosta - Rockentrav - Sandkrassing - Sparvvicker | - Spädklöver - Vitklöver - Vårtåtel - Vårvicker - Åkerveronika - Åkervädd - Ängsviol |

### Mårtens trädgrotta
Vid foten av Timanshöjden växer en ask som är mycket större än de övriga. Asken är ihålig vid roten och bildar därför en liten grotta, tillräckligt stor för att en liggande människa ska få plats. Förr sades det att en gårdstomte vid namn Mårten bodde där. Han vakade över gården och tillhörande marker, för att se till att alla besökare uppförde sig väl. Askar i allmänhet står ofta vid gamla gårdar, då de anses skydda gården och dess invånare mot onda ting. Precis som de andra askarna vid Timanshöjden, hamlades[N4] även Mårtens trädgrotta för att ge foder åt djuren. Detta gjordes med en böjd kniv.

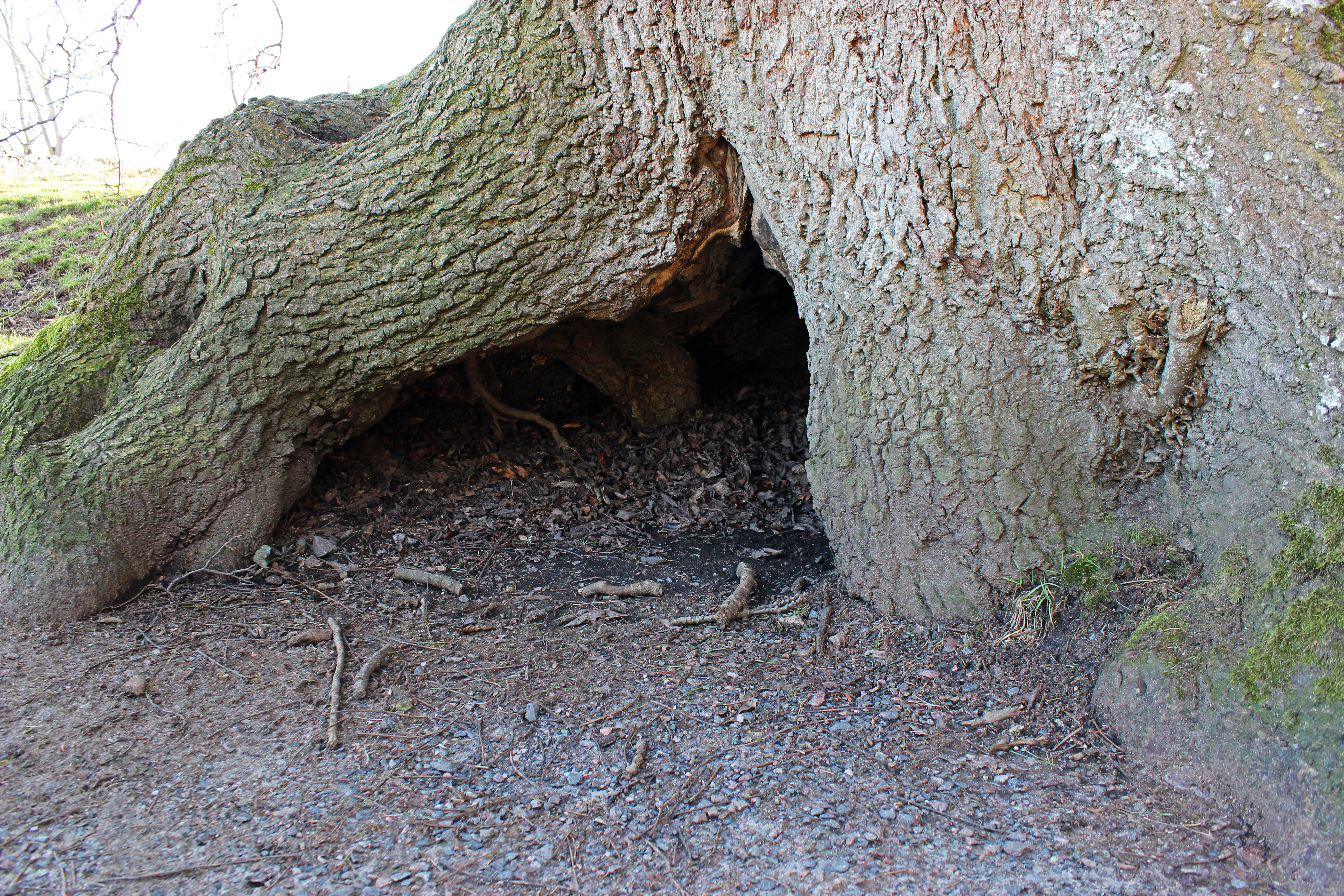

## Annikas lycka och vägen dit

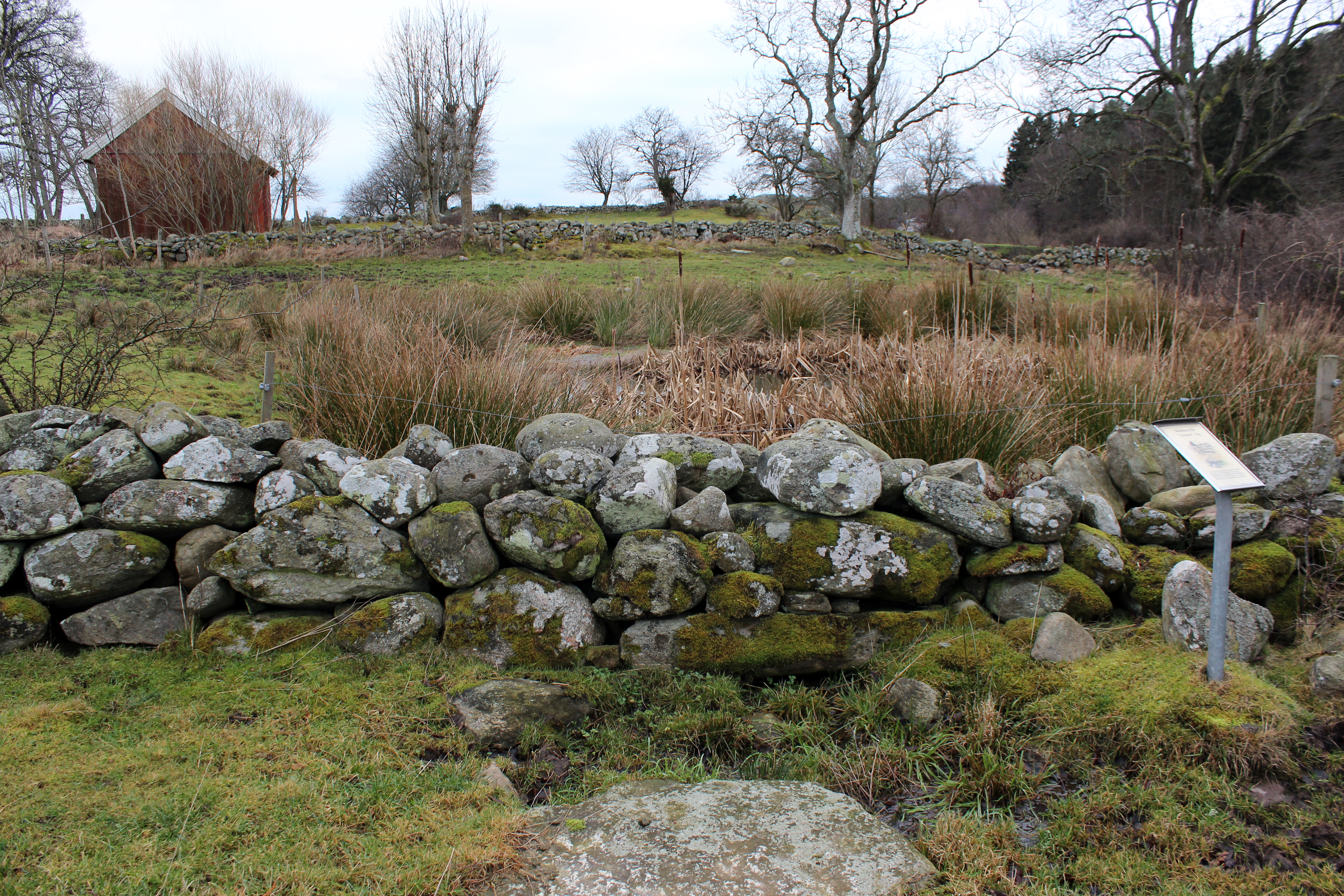
På andra sidan stengärdesgården ligger branddammen. I nederkant syns stenplattan, som användes som bro.

Vid solnedgångsgrinden, som ligger nordväst om Mårtagården, finns en äng. På denna äng låg en gång en stenbyggnad med halmtak, som utgjorde svinstia och vagnsbod på Mårtagården. Byggnaden finns inte kvar, men några av grundstenarna går fortfarande att se, medan övriga har använts till att bygga de kringliggande stengärdesgårdarna.

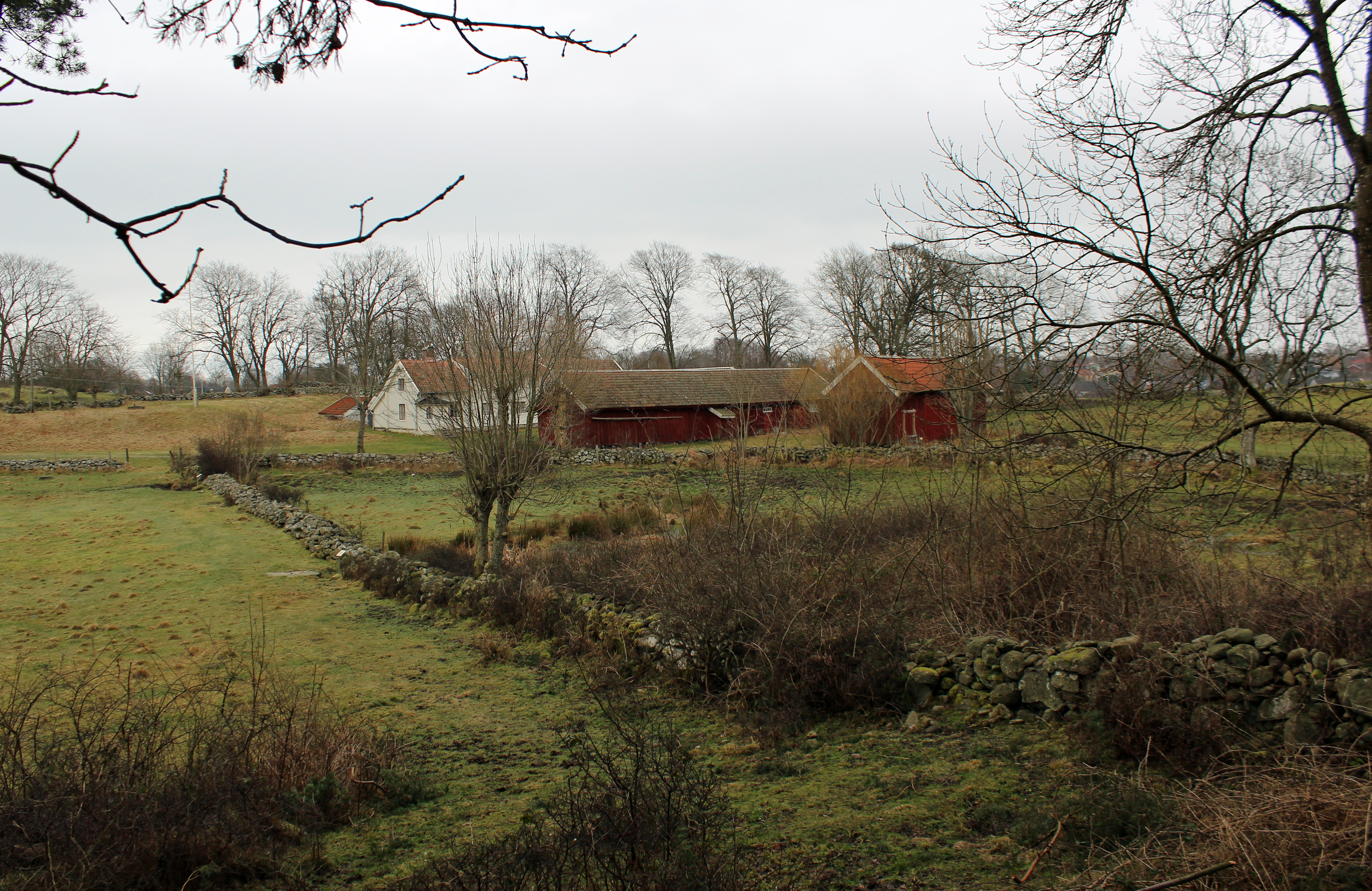
Mårtagården sedd från kullen.

Några meter därifrån ligger en stor stenplatta på marken. Den användes som bro över ett litet dike på väg till det som kallas Annikas lycka. Diket syns inte längre, men på andra sidan en gränsande stengärdesgård, finns den damm som enligt gamla brandförsäkringsförhandligar användes som Mårtagårdens branddamm. Vattnet i denna kom från det grundvatten som trängde upp ur marken runt Mårtagårdens byggnader.
Om man fortsätter på stigen från solnedgångsgrinden och över "bron", kommer man fram till en kulle. På kullen växer exemplar av björnbäret Rubus radula, som är mycket ovanlig i västra Sverige. Dock finns arten på flera ställen på Onsalahalvön. Rubus radula växer annars främst på sydöstra Jylland och Själland i Danmark.
På toppen av kullen ligger det som kallas för Annikas lycka. Namnet kommer från Annika Hansdotter, Anna Britta Hansdotters syster, som bodde där i en stuga med sin make, Jon Börgeson, under mitten av 1700-talet. Stugan står inte kvar och det är okänt när den försvann. Under andra världskriget var Mårtagården och kringliggande platser läger för andra bataljonens åttonde kompani från I 15 i Borås. Vid Annikas lycka fanns då en dansbana, där fest hölls varje lördag under somrarna.

## Apelhögen
Mårtagårdens granngård heter Apelhögen. Den ligger strax norr om Mårtagården och uppfördes av kapten Johannes Pettersson år 1770.[N2] Från början bestod den av fyra byggnader placerade runt en stenlagd gårdsplan, likt en rektangel och på ungefär samma sätt som Mårtagården gjorde efter Bengt Rybergs upprustning år 1833. Dock brann det mesta av dessa ned år 1893 och en ny ladugård byggdes samma år, samt en vagnsbod tillsammans med ett magasin år 1925. Dessa står kvar där än idag.
Salen i mangårdsbyggnaden på Apelhögen var under 1880-talet uthyrd som skola för traktens barn. Även om det inte är skola där nuförtiden, hyrs gården ändå ut till privatpersoner som bostadshus och den tillhörande marken är utarrenderad. Den sista ägaren av Apelhögen var Knut Larsson, som förvärvade gården tillsammans med sin bror Thorsten år 1921. Efter 1934 stod dock Knut som ensam ägare, innan den togs över av Knut och Tora Larssons stiftelse Mårtagården. Idag är Apelhögen, tillsammans med Mårtagården, kulturreservat och år 2010/2011 genomgick gården en stor renovering.

### Stigs källa
Precis som vid Mårtagården, finns även en liten damm vid Apelhögen. Källan användes på samma sätt som dammen vid Mårtagården, som branddamm, men var även den plats där grannskapet tvättade sina kläder och mattor. Källan restaurerades 1994 och i samband med det fick den även ett namn; Stigs källa. Namnet är en hyllning till Mårtagårdsstiftelsen ordförande, Stig Tornehed.

### Bilder

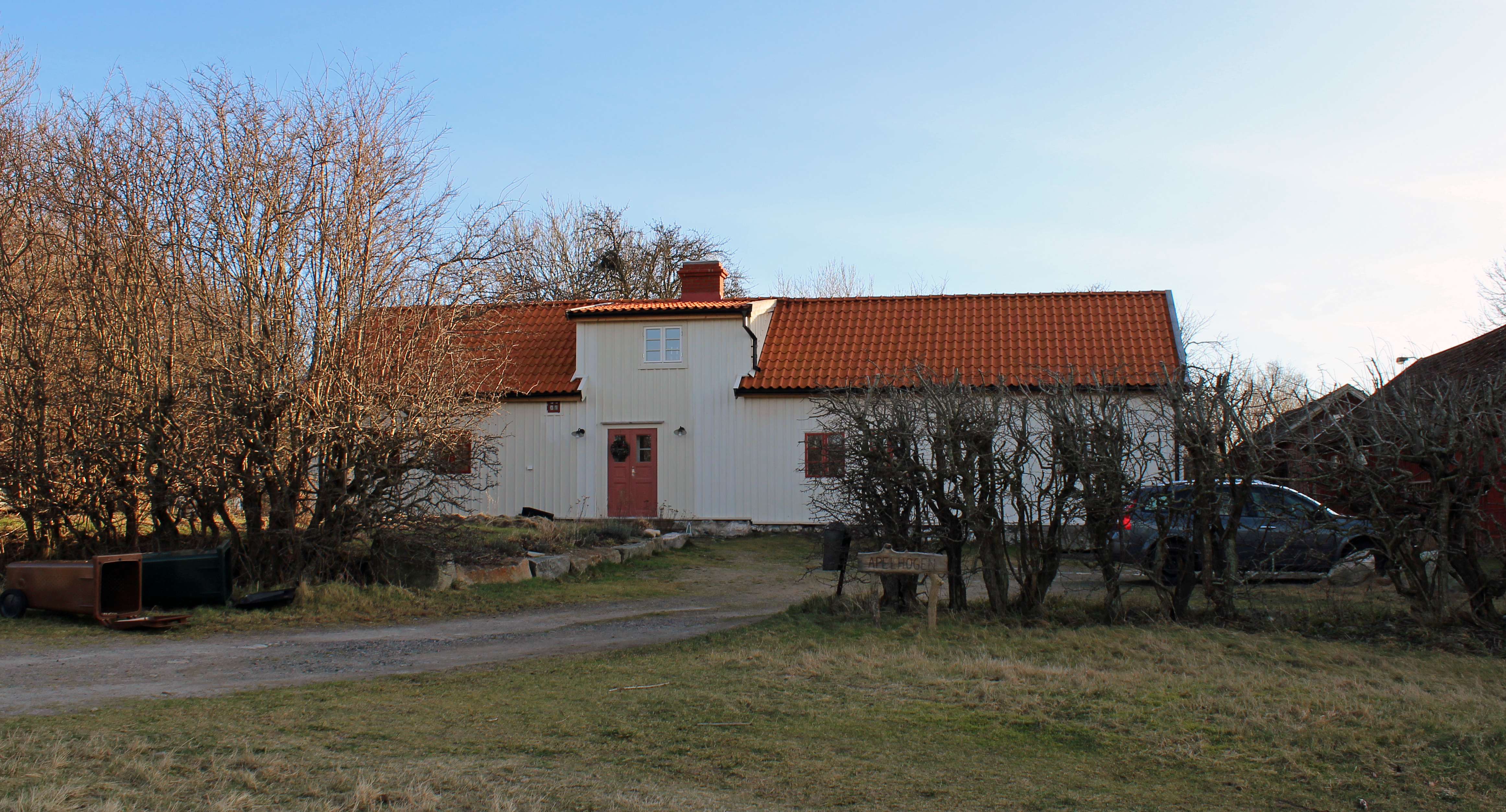
Boningshuset på Apelhögen i januari 2012.
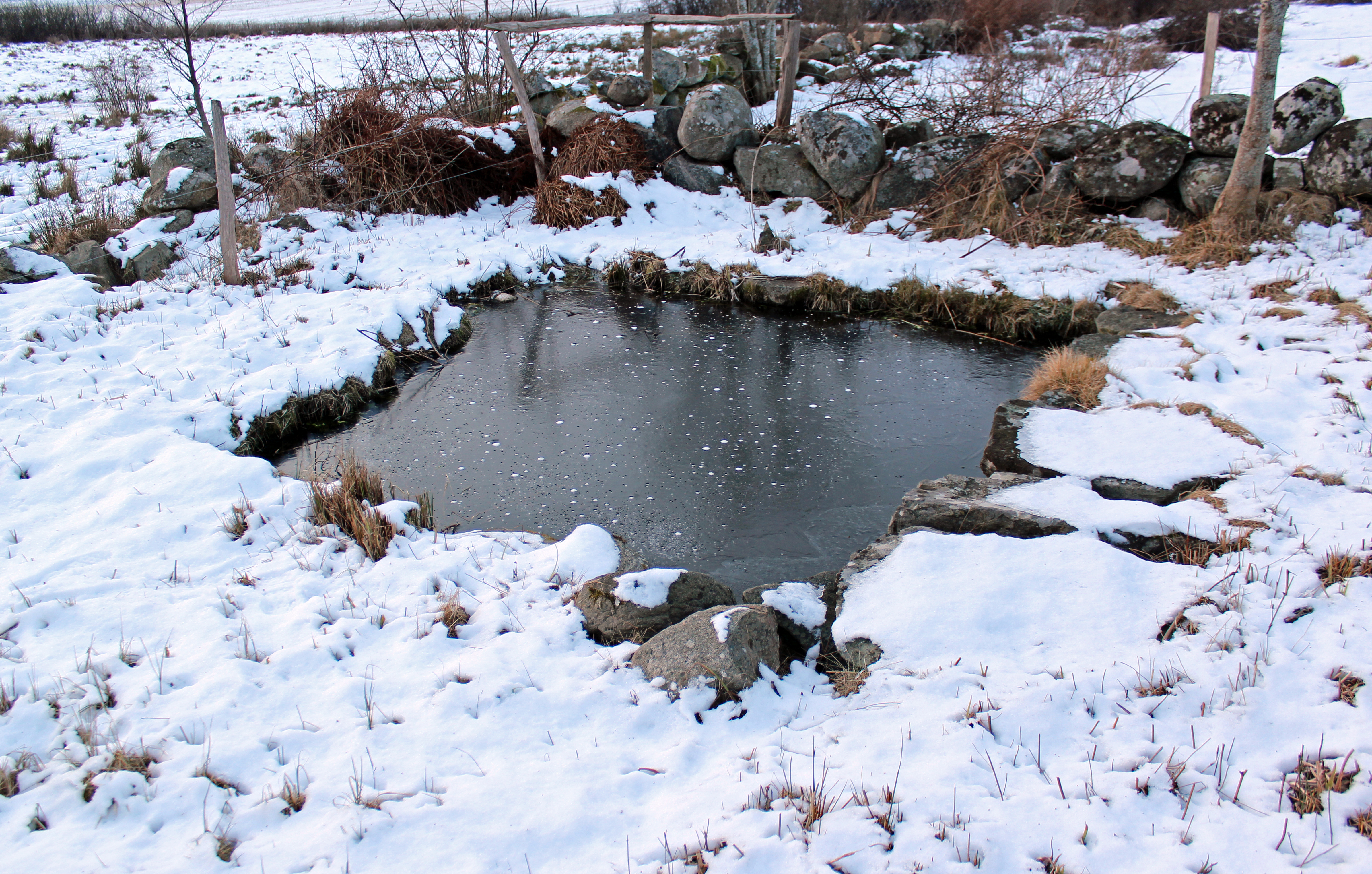
Stigs källa i januari 2012.
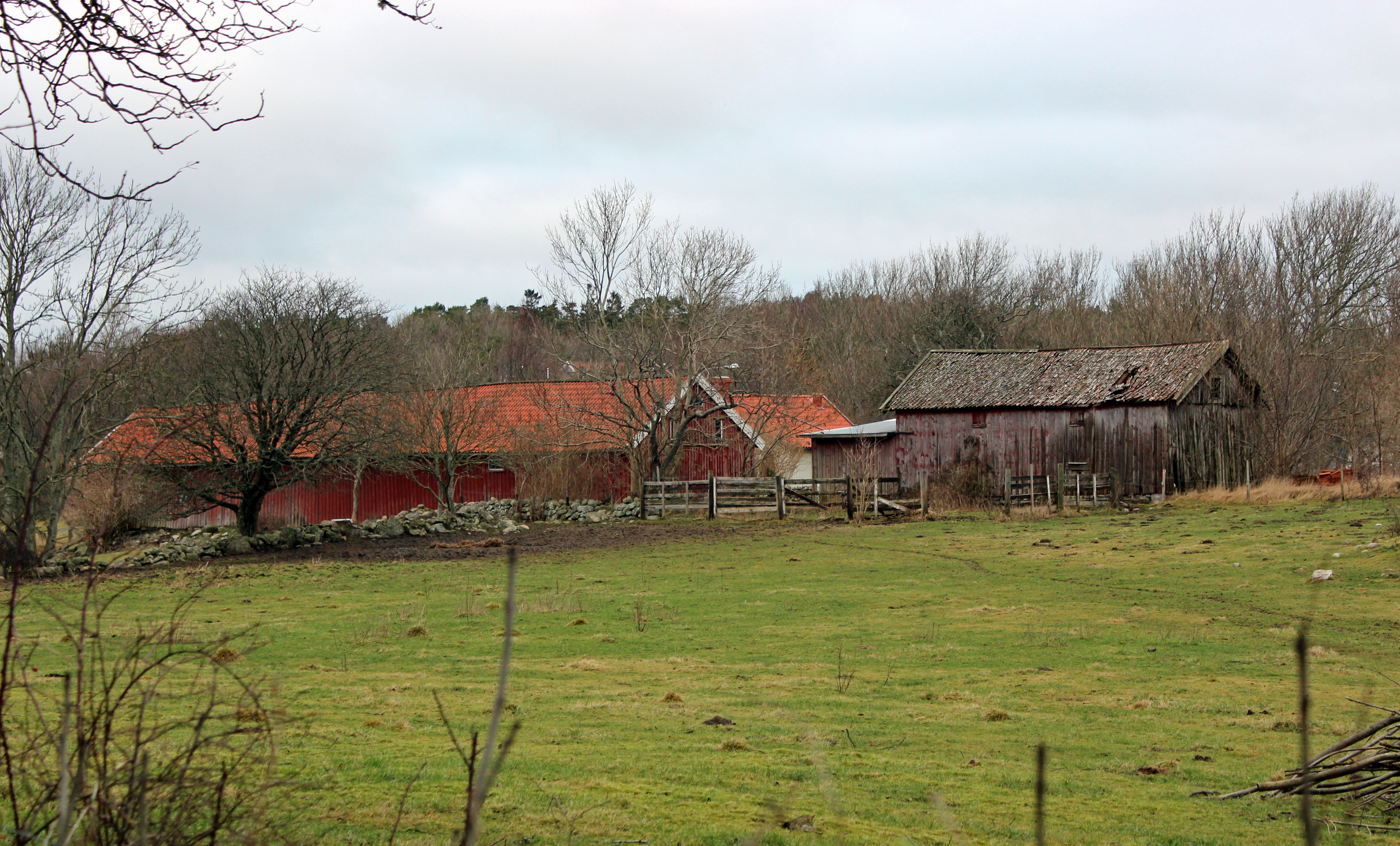
Apelhögen sedd från Kvarnlyckan i januari 2012.

## Mårtaskogen och Mårtaberget

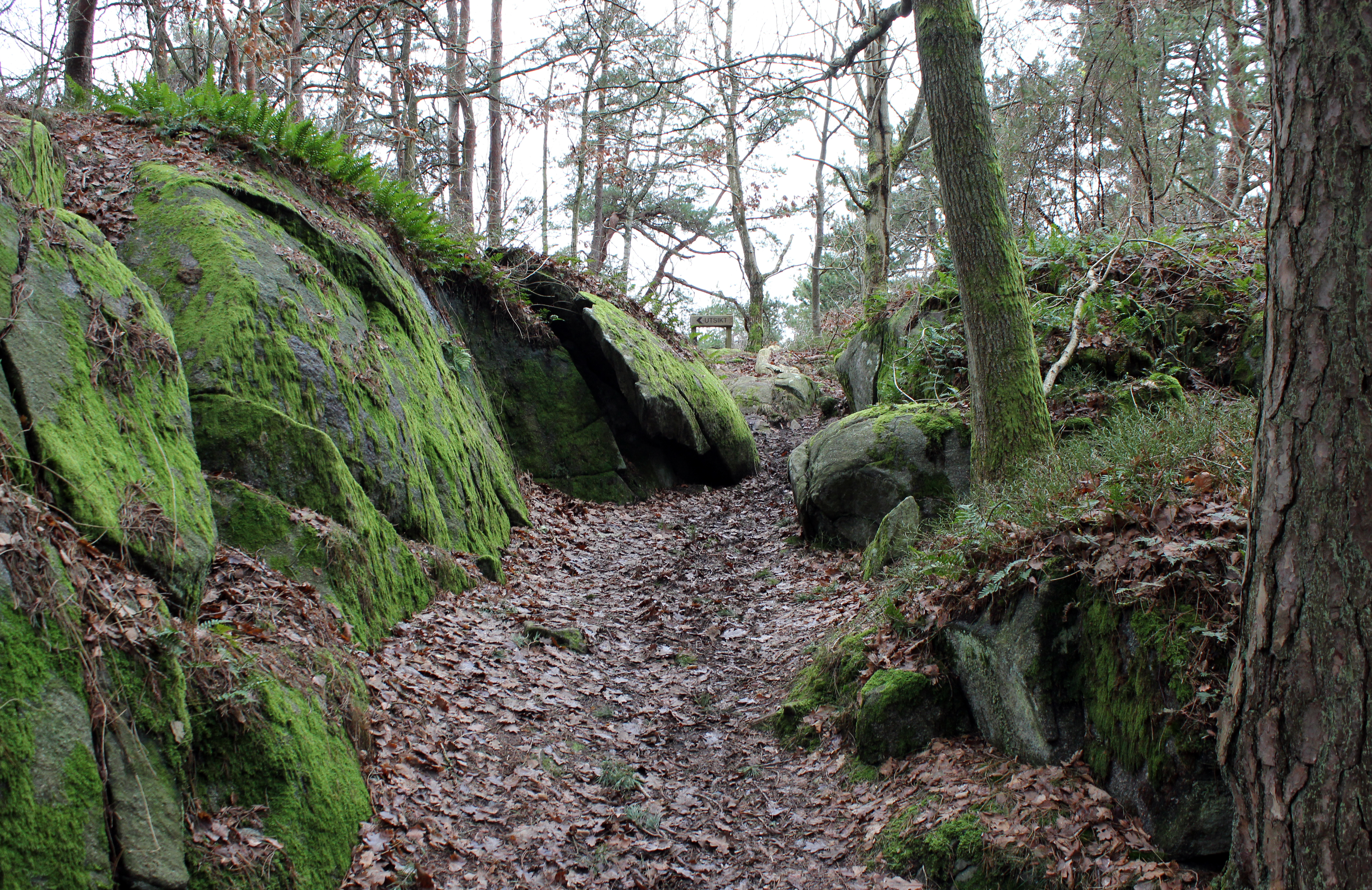
Mårtaskogen i januari 2012.

Mårtaskogen ligger runt och på Mårtaberget, inte många meter från Mårtagården. Tidigare var platsen kal, trädlös och fungerade som betesmark för boskapen. Berget och de omgivande ängarna var indelade i olika hagar, med hjälp av stengärdesgårdar, av vilka många står kvar än idag. På 1880-talet började dock Andreas Cullberg plantera skog. Han ville ha en stor variation och planterade därför många olika sorters träd, både vanliga och ovanligare. Skolbarnen i Onsala sägs också ha hjälpt till med planteringen. I Mårtaskogen finns bland annat gran, tall, bok, ek, björk, hassel, en, druvfläder, vildkörsbär, lärk och al. Till de allra ovanligaste för Sverige hör den nordamerikanska svarttallen, som har betydligt längre barr och mörkare bark än den vanliga furan. Skogen är även full av vildkaprifol, som slingrar sig högt upp i träden på vissa ställen.
Området ingår idag i kulturreservatet och det är meningen att den nu uppvuxna skogen ska vara och förbli orörd. När träd måste fällas, blir de liggande på marken för att ruttna ned, istället för att föras bort. Därför finns många liggande träd i skogen, som antingen sågats ned eller fallit omkull i blåst. Detta är något som vissa fågelarter tycker om, bland annat gärdsmyg.

### Mårtabergets utsiktsplats
På Mårtaberget finns en utsiktsplats, 45 meter över havet, där delar av Onsalahalvön och Kungsbackafjorden kan ses. Mycket av utsikten skyms nu av uppväxta träd och buskar, men det går bland annat att se Onsala rymdobservatorium, Ringhals kärnkraftverk, Ölmevalla kyrka och så långt som till Värö bruk på södra sidan av Väröhalvön.

Vy mot söder från Mårtabergets utsiktsplats.

Vy mot norr från Mårtabergets utsiktsplats.

## Ägare och verksamhet idag

### Knut och Tora Larssons stiftelse Mårtagården
I sitt testamente ville Knut Larsson att Mårtagården och tillhörande marker skulle bevaras för att kommande generationer skulle få se hur bondesamhället såg ut förr i tiden. Markerna skulle bevaras och brukas precis som förr, och inte delas upp i villatomter. Det tog två år efter det att Knut hade dött, tills en stiftelse; Knut och Tora Larssons stiftelse Mårtagården, bildades. Denna fungerar som ägare till gården och sköter om både Mårtagården, Apelhögen och resterade delar av kulturreservatet. Apelhögen hyrs dock ut som bostad till privatpersoner.
Stiftelsen består av representanter från flertalet olika organisationer och föreningar; Länsstyrelsen i Hallands län, Kungsbacka kommun, Hallands kulturhistoriska museum, Onsala Kofferdi Kapteners Förening och Nordhallands hembygdsförening. Stig Tornehed har varit ordförande för stiftelsen i över 40 år.

### Föreningen Mårtagårdens vänner
Mårtagårdens vänner är en ideell förening som bland annat har arrangerat "Mårtagårdens dag" varje sommar sedan år 1989. Då är gården öppen för allmänheten och där görs guidade visningar av byggnaderna, utställningar och föredrag. Husen görs i ordning som ett museum, för att besökarna ska kunna se hur folket och gästerna på gården hade det. Utöver Mårtagårdens dag och andra visningar, anordnar de även höst- och vårstädning, samt tar hand om praktiska sysslor på gården.